# Mezquita de Wazir Khan
La mezquita de Wazir Khan (en punjabi y en urdu: مسجد وزیر خان‎; Masjid Wazīr Khān) es una mezquita del siglo XVII ubicada en la ciudad de Lahore, capital de la provincia paquistaní de Punjab. La mezquita fue encargada por el jefe médico de la corte durante el reinado del emperador mogol Shah Jahan como parte de un conjunto de edificios que también incluía los baños cercanos Shahi Hammam. La construcción de la mezquita de Wazir Khan comenzó en 1634 y se completó en 1641.
Considerada como la mezquita más ornamentada de la época mogol, la mezquita de Wazir Khan es famosa por su intrincado mosaico de fayenza conocido como kashi-kari, así como por sus superficies interiores que están casi totalmente adornadas con elaborados frescos de la época de mogol. La mezquita ha estado bajo una amplia restauración desde 2009 bajo la dirección del Aga Khan Trust for Culture y del Gobierno de Punjab, con contribuciones de los gobiernos de Alemania, Noruega y los Estados Unidos.
El 14 de diciembre de 1993 la «Wazir Khan's Mosque, Lahore» fue inscrita en la Lista Indicativa de Pakistán —paso previo a ser declarado Patrimonio de la Humanidad—, en la categoría de bien cultural (n.º ref. 1278).

Cubriendo un área total de 279' x 159', la mezquita está completamente construida en ladrillos cortados y revestidos en kankar lima con una escasa aspersión de arenisca roja en la puerta y el crucero. El patio está dividido en dos partes: la parte superior es aproximadamente 6" más alta que la inferior con el estanque de ablución en el medio. El patio está flanqueado en sus lados este, norte y sur por 32 pequeñas hujras de diferentes tamaños. La sala de oración en el lado oeste está dividida en cinco compartimentos por enormes pilastras con cuatro arcos centrales y cada compartimento está coronado por una cúpula. En los extremos norte y sur de la sala de oración, se ha construido una pequeña habitación en la parte central mientras en el extremo este hay una galería que da a la escalera de caracol que conduce a la cubierta. Las principales características edificatorias de distinción son los cuatro minicardos de las esquinas (minaretes), las cinco cúpulas y el transepto en la puerta de entrada en el este. La mezquita fue construida en A.H.
Entrada «Wazir Khan's Mosque, Lahore», en el sitio del UNESCO World Heritage Centre

## Localización

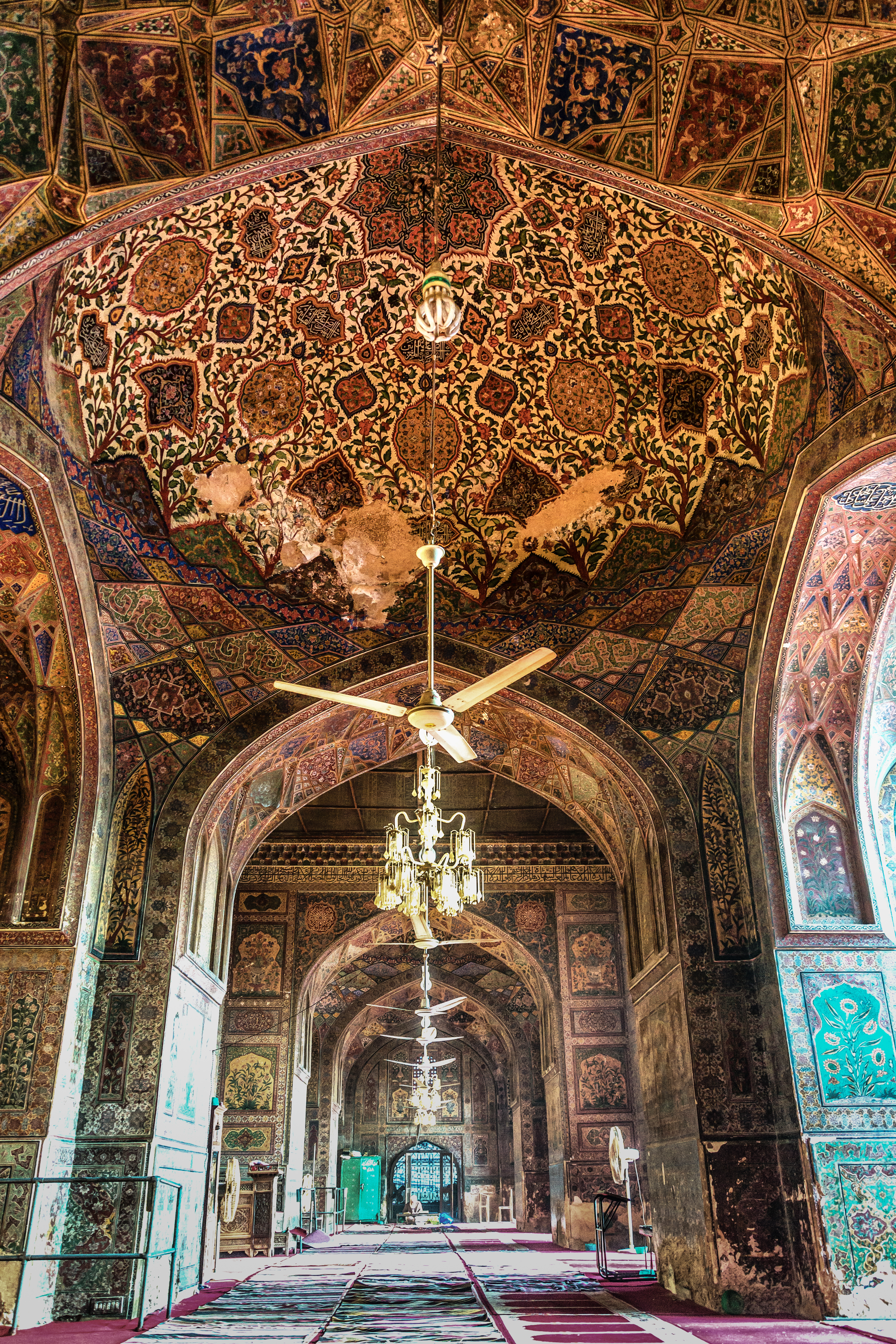
La mezquita de Wazir Khan es afamada por su amplio e intrincado embellecimiento, como muestra este interior de las sala principal de oración.

La mezquita se encuentra en la ciudad amurallada de Lahore, en el lado sur de Lahore, Shahi Guzargah, o "Royal Road", que era la ruta tradicional atravesada por los nobles mogoles en su camino hacia las residencias reales en el Fuerte de Lahore. La mezquita está situado aproximadamente a 260 metros al oeste de la Delhi Gate, donde se encuentra el Shahi Hammam de la mezquita. La mezquita también se encuentra frente a una plaza conocida como Wazir Khan Chowk y la puerta Chitta.

## Contexto
La mezquita fue encargada por el jefe médico de la corte de Mughal, Ilam-ud-din Ansari, que era ampliamente conocido como Wazir Khan. Wazir Khan más tarde se convirtió en el subedar, o virrey de Punjab, y encargó varios monumentos en Lahore. Wazir Khan era propietario de grandes terrenos cerca de la Puerta de Delhi y encargó la mezquita Wazir Khan en 1634 para alojar la tumba de Miran Badshah, un estimado santo sufí cuya tumba yace en el patio de la mezquita. Antes de la construcción de la mezquita de Wazir Khan, el sitio había estado ocupado por un santuario más antiguo del santo.

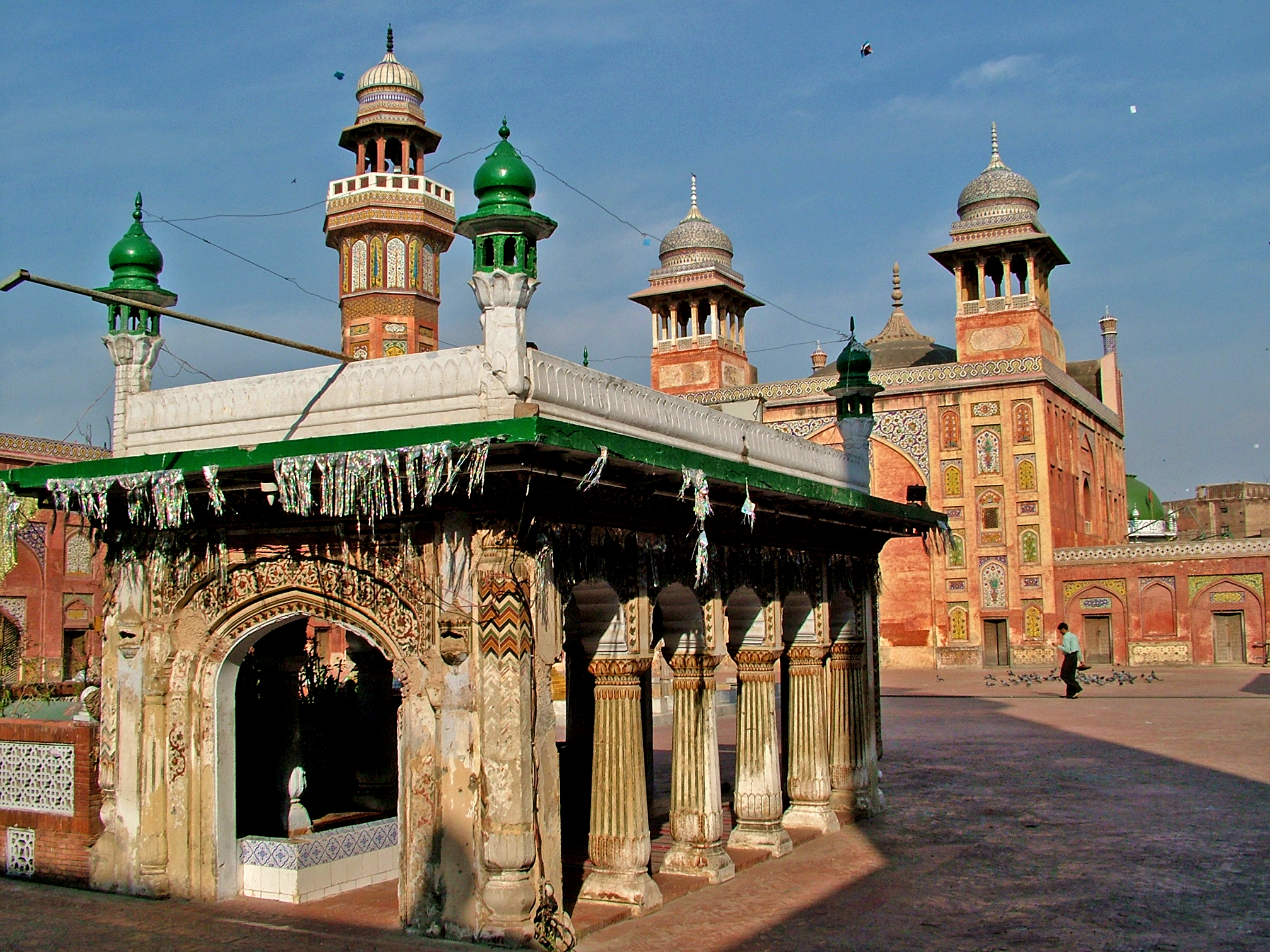
La mezquita contiene la tumba del santo sufi Syed Muhammad Ishaq Gazruni, también conocido como Miran Badshah.

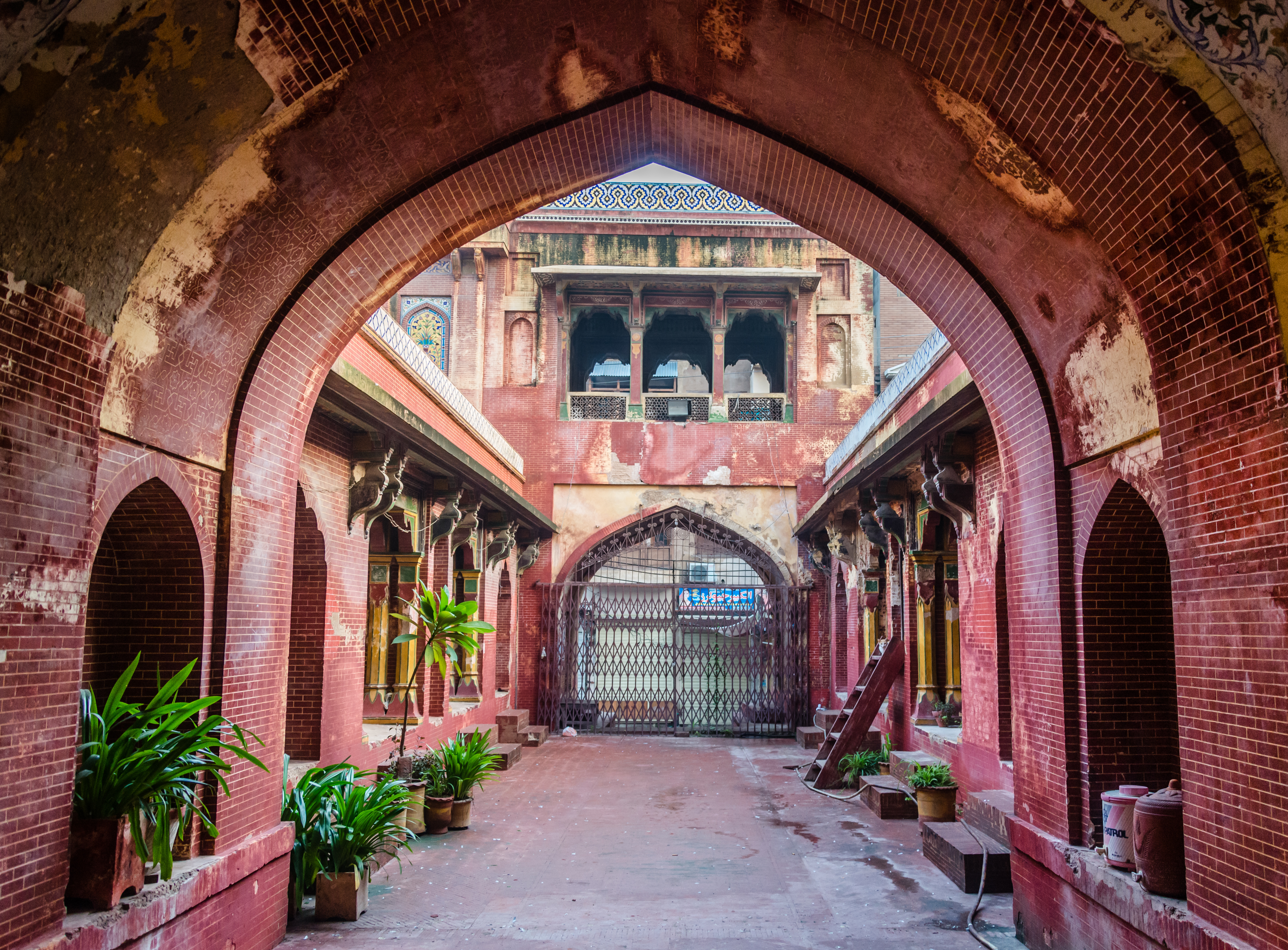
La mezquita alberga varias tiendas en lo que se conoce como el "bazar del Calígrafo".

El interior de la mezquita fue profusamente adornado con frescos que sintetizan las tradiciones decorativas mogolas y punjabi, mientras que el exterior de la mezquita estaba lujosamente decorado con intrincados azulejos kashi-kari de estilo persa. La mezquita de Wazir Khan reemplazó a la antigua mezquita Maryam Zamani como la mezquita principal de Lahore para las oraciones de las congregaciones del viernes.
La mezquita de Wazir Khan era parte de un complejo más grande que incluía una hilera de tiendas tradicionalmente reservadas para calígrafos y encuadernadores, y la plaza de la ciudad frente a la entrada principal de la mezquita.
La mezquita de Wazir Khan presenta el primer ejemplo en Asia Meridional de un bazar de charsu del Asia Central, o bazar de cuatro ejes, aunque en la adaptación de la mezquita de Wazir Khan, dos de los cuatro ejes están alineados como entrada de la mezquita, mientras que los otros dos forman el bazar del Calígrafo.
Además de la hilera de tiendas que formaban el "bazar del Calígrafo", la mezquita también alquilaba espacio a otros tipos de comerciantes en las fachadas norte y este de la mezquita, y también dirigía el cercano Shahi Hammam. Los ingresos de estas fuentes eran destinado a servir como un waqf, o dotación, para el mantenimiento de la mezquita.

## Historia

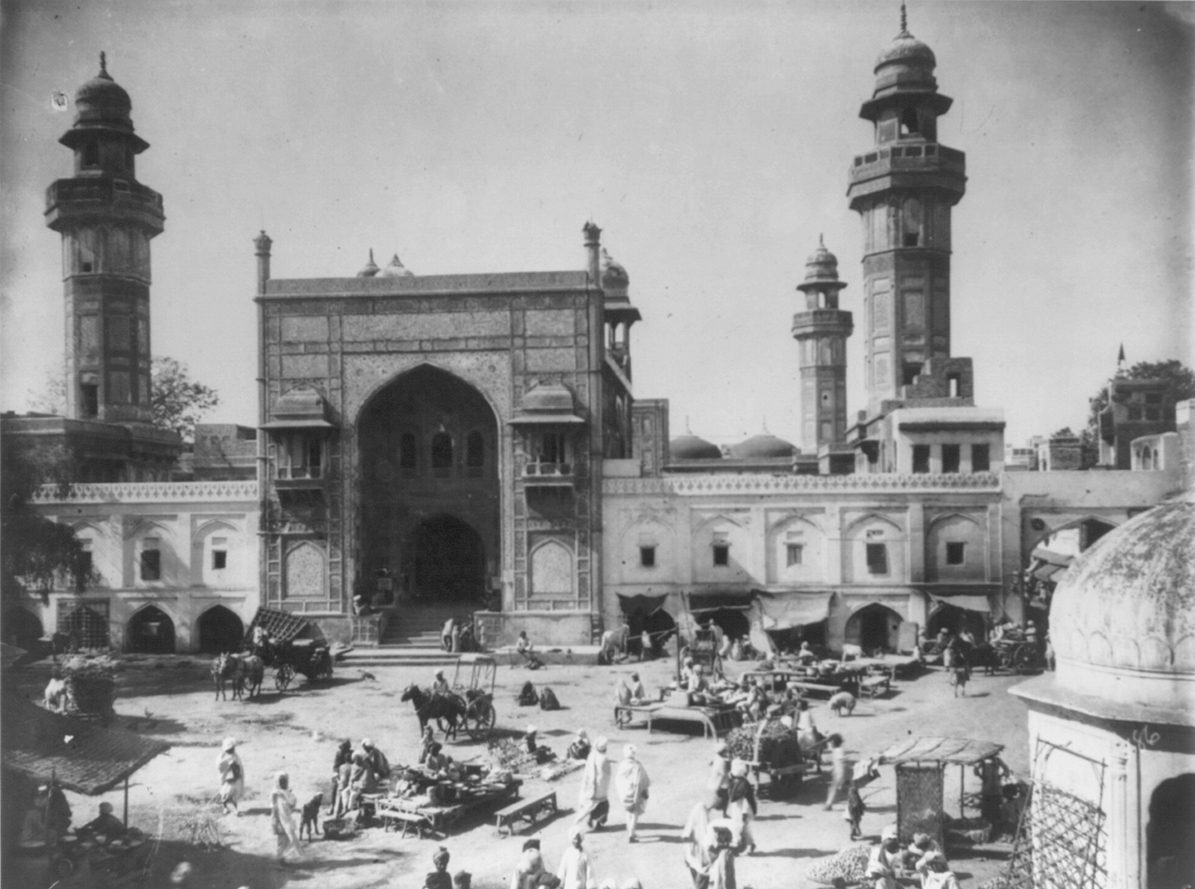
La mezquita de Wazir Khan en 1895

La construcción de la mezquita comenzó bajo el reinado del emperador mogol Shah Jahan en 1634 o 1635, y se completó en aproximadamente siete años. A finales de la década de 1880, John Lockwood Kipling, padre de Rudyard Kipling, escribió sobre la mezquita y sus elementos decorativos en el antiguo Journal of Indian Art. El erudito británico Fred Henry Andrews señaló en 1903 que la mezquita estaba en mal estado.

## Arquitectura
La mezquita está construida sobre un zócalo elevado, con el portal principal abriendo al Wazir Khan Chowk.. El perímetro exterior de la mezquita mide 85,0 m por 48,46 m, con el eje largo paralelo al Shahi Guzargah. Fue construido con ladrillos colocados en kankad lime.

### Elementos decorativos
La mezquita de Wazir Khan es famosa por sus elaborados adornos en un estilo que se nutre de las tradiciones decorativas de varias regiones. Mientras que otros monumentos en Lahore del período de Shah Jahan cuentan con intrincados trabajos de azulejos kashi-kari , ninguno tiene la enorme escala de la mezquita de Wazir Khan.

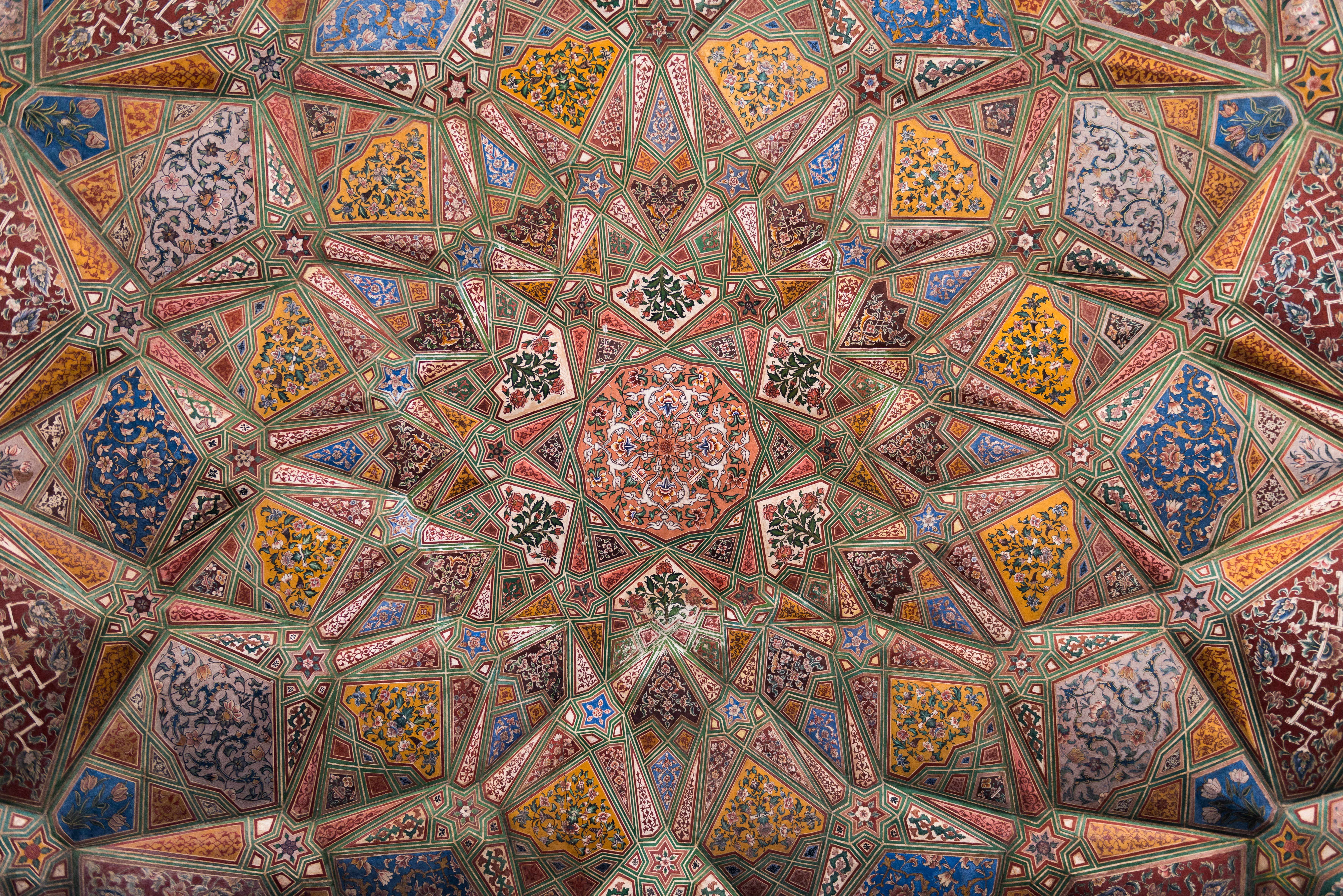
Casi todas las superficies interiores de la mezquita están ricamente decoradas.

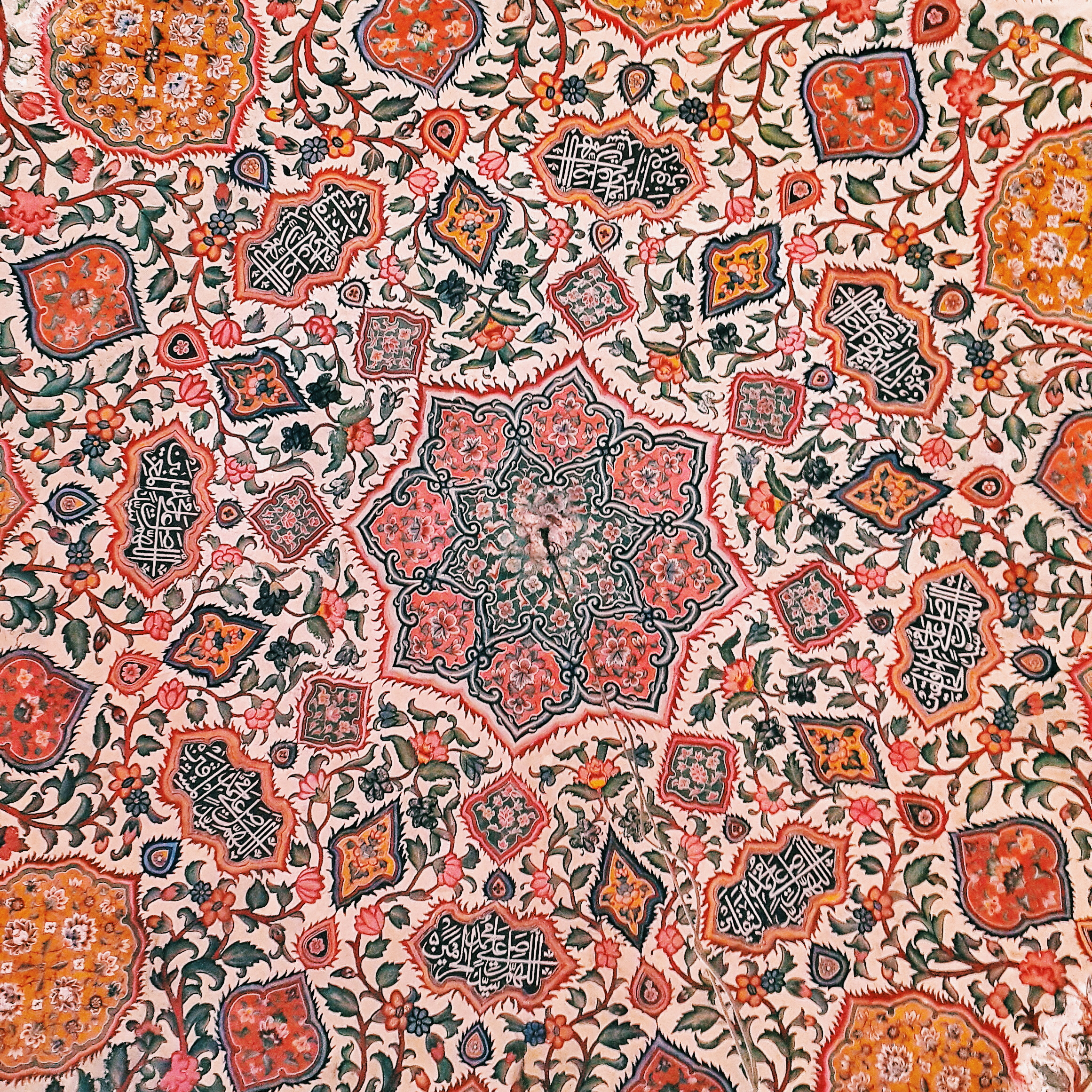
El techo de la mezquita está adornado con frescos.

#### Azulejería
Los ladrillos que dan al exterior de la mezquita están ricamente embellecidos con azulejos del estilo persa conocido como kashi-kari. Las fachadas que dan al patio interior están ricamente adornadas con motivos y paletas que muestran fuertes influencias de la Persia del siglo XVII. Los colores de estilo persa usados son lajvard (azul cobalto), firozi (cerúleo), blanco, verde, naranja, amarillo y púrpura, mientras que los motivos influenciados por los persas incluyen flores en forma de estrella y vides. La mezquita también contiene motivos de cipreses, y es el primer monumento mogol en haber tomado prestado este motivo de Persia.
La fachada del portal de entrada frente a Wazir Khan Chowk está decorada con elaborados azulejos y caligrafía que incluye versículos del Corán, versos de los dichos del Profeta Mahoma, oraciones por el Profeta e insignias caligráficas.. Sobre el iwan de la entrada a la sala principal de oración son versos del Corán, de la sura Al-Baqara, escritos por el calígrafo Haji Yousaf Kashmiri.

#### Frescos

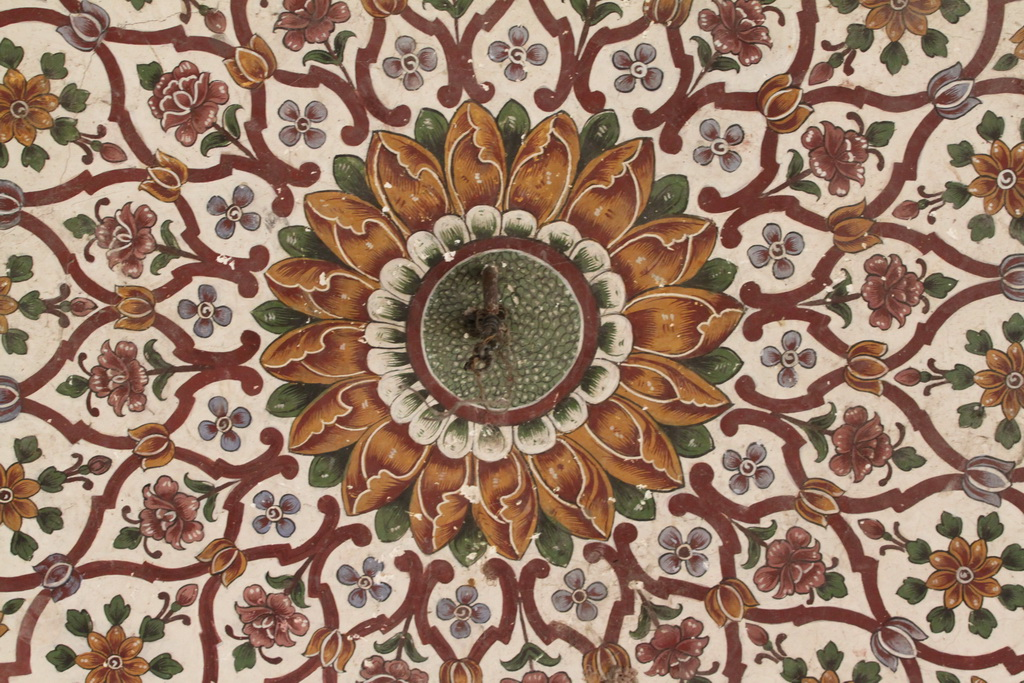
La mezquita presenta frescos mogoles muy detallados.

A diferencia de la contemporánea mezquita de Shah Jahan en la ciudad de Thatta (en la provincia de Sindh), las paredes interiores de la mezquita de Wazir Khan están enlucidas y adornadas con altamente detallados buon frescos. El estilo decorativo interior es único en las mezquitas de la época mogola, ya que combina elementos imperiales mogoles con estilos decorativos locales punjabis.
La sala de oración principal contiene un pabellón cuadrado sobre el que descansa la cúpula más grande de la mezquita, una forma persa conocida como Char Taq. En la parte interior de la cúpula hay frescos que representan árboles en parejas, jarras de vino y bandejas de fruta, que son alusiones al concepto islámico del paraíso.

#### Adornos arquitectónicos

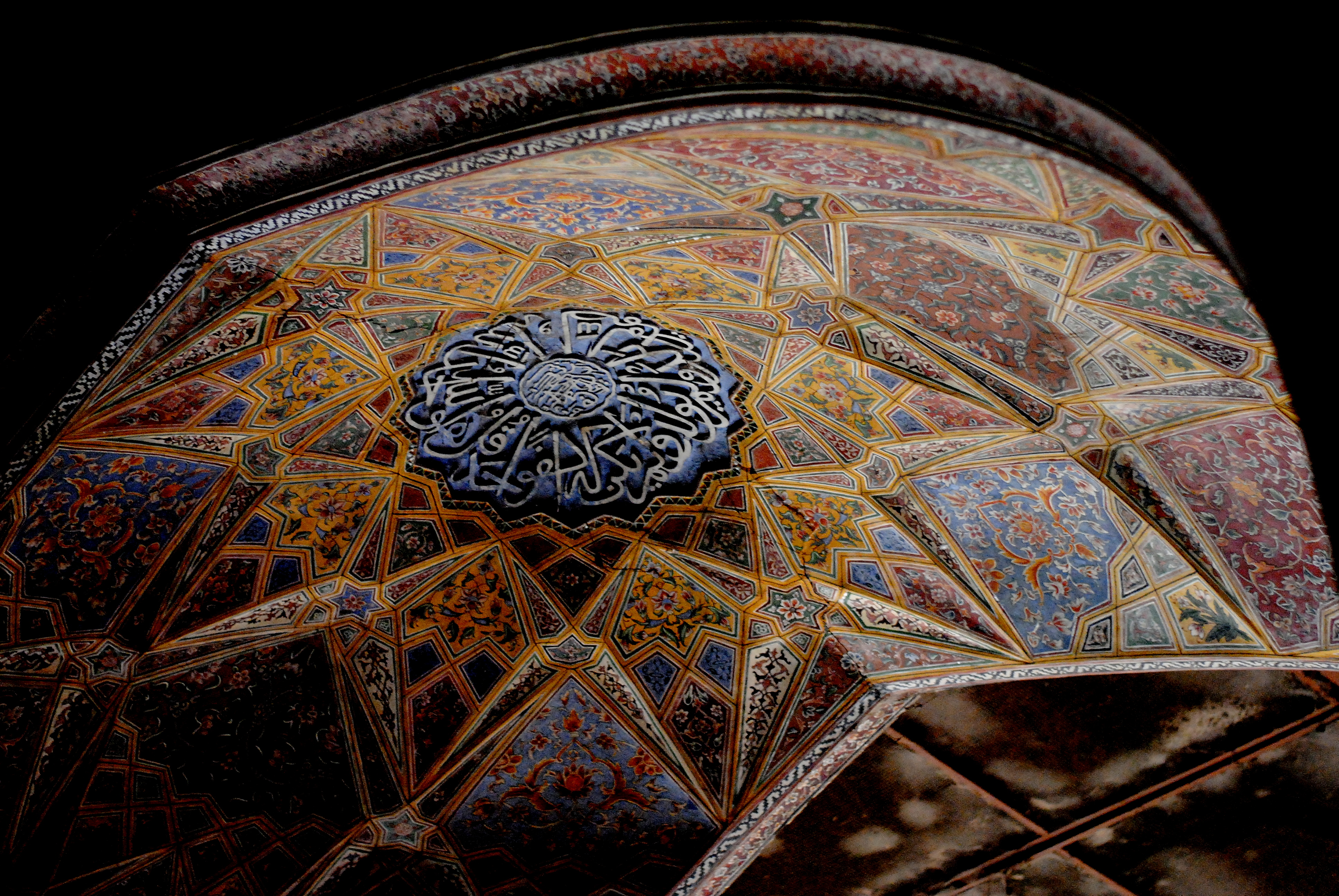
Varios arcos en la mezquita están decorados con muqarnas.

El nicho arqueado en la entrada de la mezquita frente a la Wazir Khan Chowk está ricamente decorado con motivos florales, y presenta uno de los primeros ejemplos en Lahore de una muqarna, un elemento arquitectónico encontrado en la Alhambra en España, así como en varias mezquitas imperiales en Irán. Las bajas cúpulas sobre la sala de oración reflejan el estilo de la anterior dinastía Lodi, que gobernó Lahore antes de la era mogol.

## Diseño

### Entrada

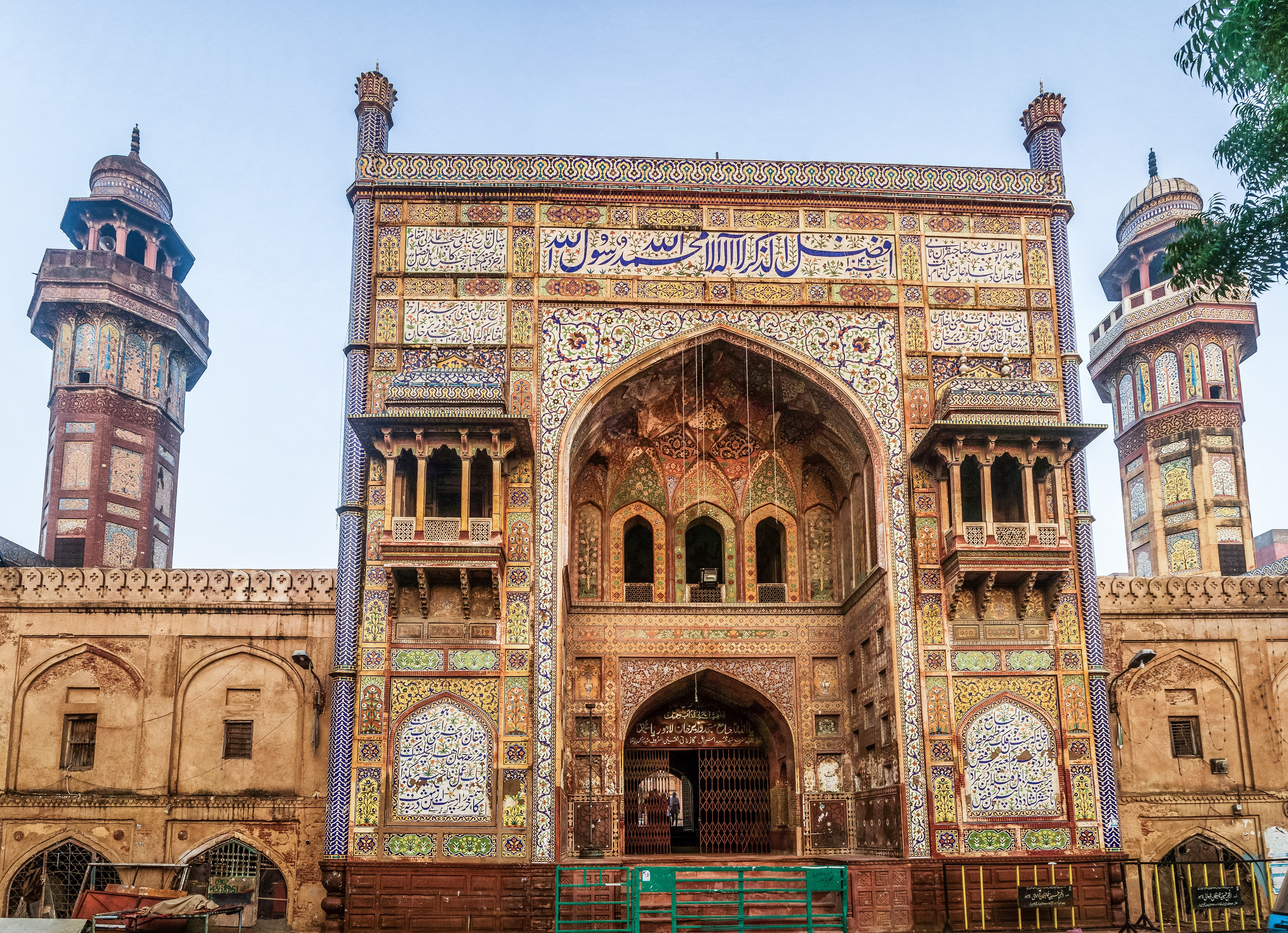
La entrada a la mezquita tiene un gran iwán que da a Wazir Khan Chowk, una pequeña plaza de la ciudad.

La entrada a la mezquita de Wazir Khan se realiza a través de un gran iwán de estilo timurí sobre un portal más pequeño que enfrenta al Wazir Khan Chowk. El iwán está flanqueado por dos balcones en voladizo. Sobre el iwán está la declaración de fe islámica escrita en árabe en intrincados azulejos. Los paneles que flanquean al iwán contienen cuartetas persas escritas por el calígrafo Muhammad Ali, que fue discípulo del santo sufí Mian Mir. Los paneles dicen: 

Para todos los que se vuelvan hacia la Qibla en oración, que esta puerta permanezca abierta con prosperidad hasta el día de la resurrección. [derecha]

¡Timoneles! Todo lo que sembramos en este mundo cosecharemos en el próximo. Siente una buena base en esta vida, porque todos deben pasar por esta puerta al Paraíso. [izquierda]

La entrada a través del pequeño portal conduce a una cámara octogonal cubierta que se encuentra en el centro del "Bazar del Calígrafo" de la mezquita. La cámara octogonal se encuentra en el centro de lo que es el primer ejemplo en Asia meridional del concepto bazar charsu de Asia Central, o bazar de cuatro ejes. Dos de los cuatro ejes están alineados como el bazar del Calígrafo, mientras que los otros dos se alinean en línea recta desde el portal de entrada de la mezquita, hasta el centro de la sala principal de oración.

### Patio

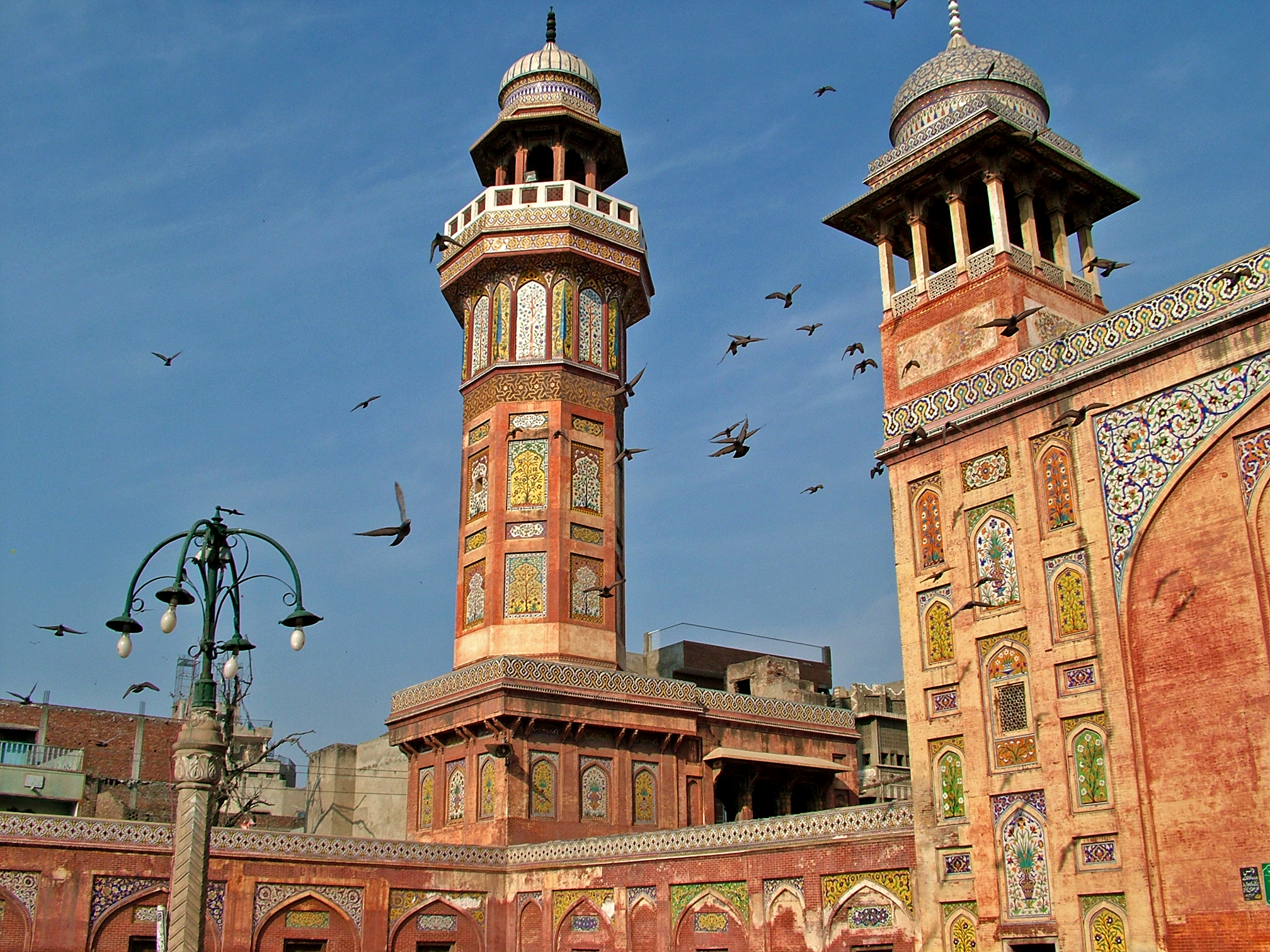
Las fachadas que dan al patio de la mezquita están adornadas con intrincada azulejería kashi-kari

El paso a través del portal y la cámara octogonal conduce al patio central de la mezquita. El patio mide aproximadamente 160 pies por 130 pies y cuenta con galerías con altos arcos que rodean un patio central pavimentado con ladrillos, una característica típica de las mezquitas imperiales persas en Irán.
El patio de la mezquita tiene un estanque utilizado para el lavado ritual islámico, wudu que mide 35 pies por 35 pies. El patio cuenta con una cripta subterránea que alberga la tumba del santo sufí del siglo XIV, Syed Muhammad Ishaq Gazruni, también conocido con el nombre de Miran Badshah.
El patio está flanqueado en sus cuatro lados por 32 khanas, o pequeños claustros de estudio para los eruditos religiosos. Los cuatro minaretes de 107 pies de alto de la mezquita están ubicados en cada esquina del patio.

### Sala principal de oración

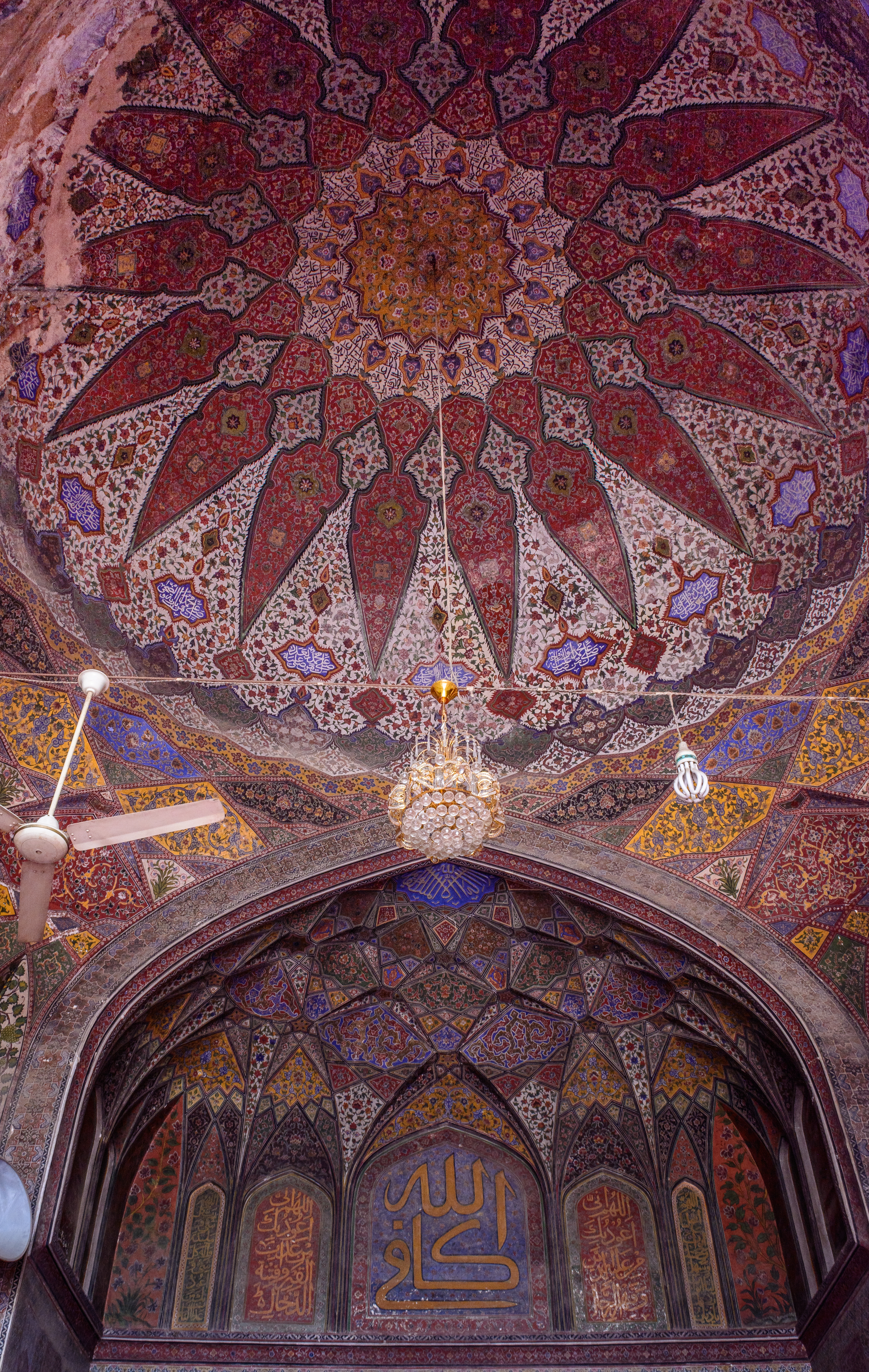
La sala de oración principal está profusamente adornada con frescos mogoles.

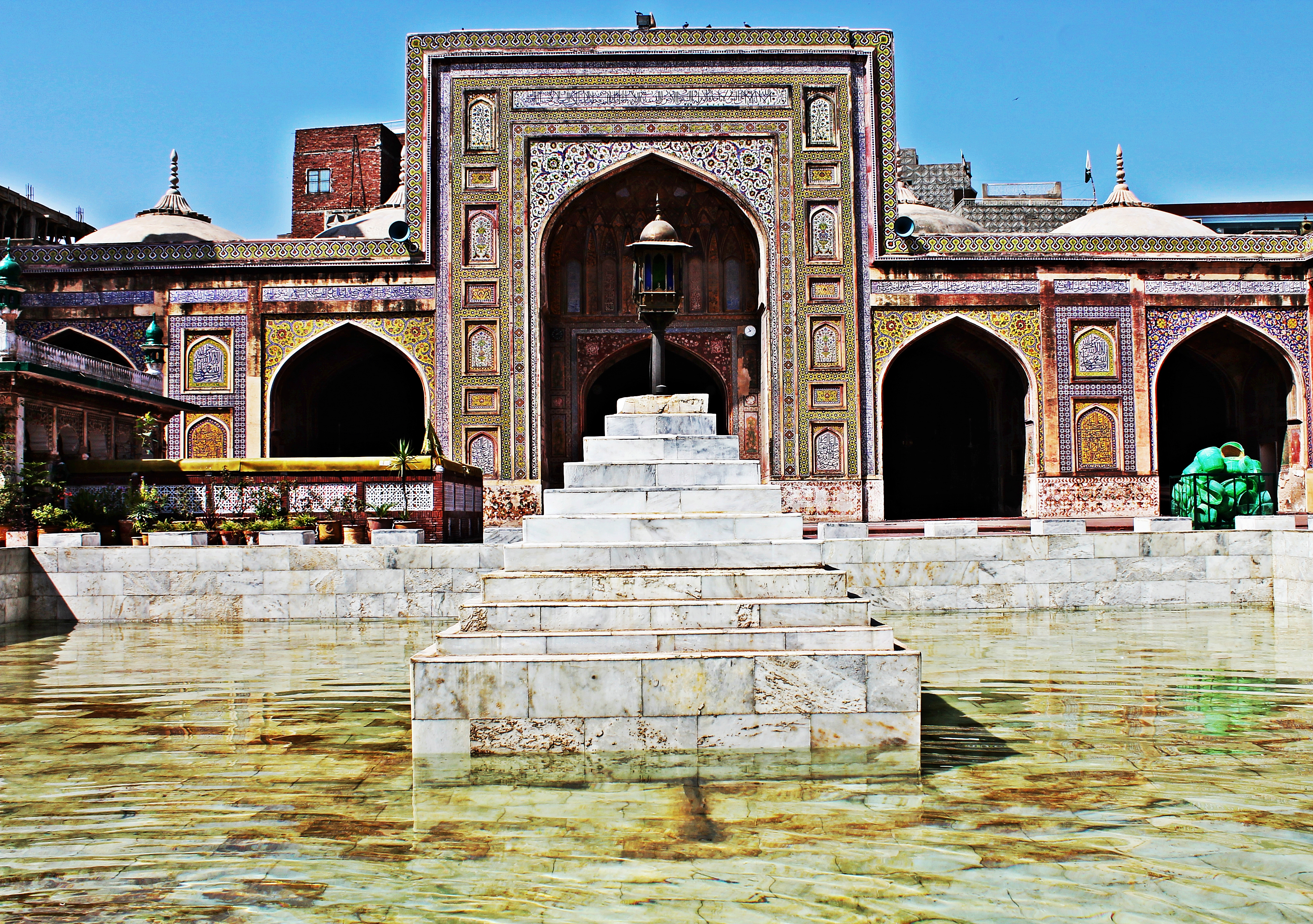
La sala principal de oración se abre a un estanque de abluciones

La sala de oración de la mezquita se encuentra en la parte más occidental del sitio, y mide aproximadamente 130 pies de largo y 42 pies de ancho. Está dividida en cinco secciones alineadas en un único pasillo largo que corre de norte a sur, similar a la sala de oración en la antigua mezquita de Mariyam Zamani Begum.
La sección central de la sala de oración está coronada por una cúpula de 31 pies de altura con un diámetro de 23 pies que descansa sobre cuatro arcos que forman un pabellón cuadrado, una forma arquitectónica persa conocida como Char Taq. El compartimento restante en la sala de oración está coronado por una cúpula de 21 pies de altura con un diámetro de 19 pies, construida en un estilo similar al de la anterior dinastía Lodi. Los compartimientos más al norte y más al sur también contienen pequeñas celdas que albergan escaleras de caracol que conducen a la azotea.
Las paredes del interior de la sala de oración también están decoradas con caligrafía tanto árabe como persa. Cada pared está dividida más y contiene diseños únicos de mosaico. Las propiedades acústicas de la cúpula permiten que el sermón del imán se proyecte a través del patio de la mezquita. . 

## Conservación
El complejo de la mezquita está incluido en los Monumentos del Patrimonio Protegido del Departamento de Arqueología de Punjab (Protected Heritage Monuments of the Archaeology Department of Punjab). En 1993, el sitio fue incorporado a la Lista Indicativa de Pakistán —paso previo a ser declarado Patrimonio de la Humanidad—, en la categoría de bien cultural (n.º ref. 1278). En 2004, el gobierno de Punjab se embarcó en un esfuerzo para la conservación y restauración de la mezquita. En 2007, el Aga Khan Trust for Culture se asoció con el Gobierno de Punjab para restaurar el monumento, y en 2009 comenzó un estudio exhaustivo de dos años de la mezquita como parte de un esfuerzo mayor para restaurar la Ciudad amurallada de Lahore. En 2015, el sitio fue mapeado en 3D gracias a una asociación entre la Universidad de Ciencias de la Administración de Lahore y la Agencia de los Estados Unidos para el Desarrollo Internacional.

### Restauración

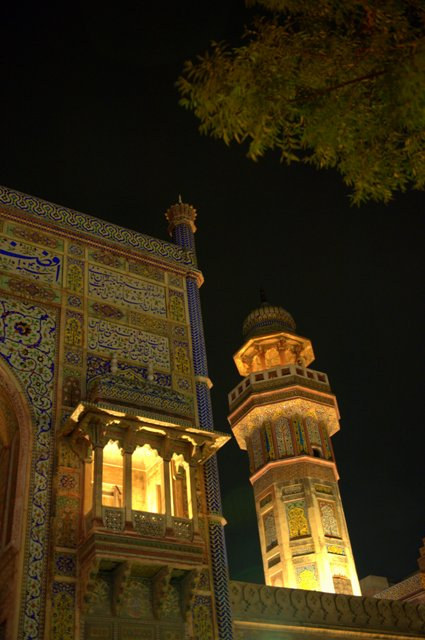
La mezquita se ilumina ahora por la noche

Las obras de restauración en la mezquita de Wazir Khan comenzaron en 2004.
En 2012, el Gobierno de Punjab lanzó el Pilot Urban Conservation and Infrastructure Improvement Project—the Shahi Guzargah Project [Proyecto piloto de conservación urbana y mejora de la infraestructura - el Proyecto Shahi Guzargah] con la colaboración del Aga Khan Trust for Culture, que restauró una sección de Shahi Guzargah entre la mezquita y la puerta de Delhi. El proyecto se completó en 2015 con el apoyo de los gobiernos de Noruega y los Estados Unidos.
Antes de la finalización de la primera fase del proyecto, las cercanías de la mezquita de Wazir Khan habían sido invadidas por tiendas construidas ilegalmente que bloqueaban gran parte de la mezquita del vecindario circundante. Las enredadas líneas eléctricas deterioraban aún más las vistas de la mezquita, y el Wazir Khan Chowk estaba muy descuidado y se había empequeñecido debido a esas tiendas ilegales. La primera fase del proyecto eliminó esas tiendas, recuperando las vistas de la mezquita. Wazir Khan Chowk fue ampliamente rehabilitado mediante la eliminación de intrusiones, mientras que el pozo de Dina Nath fue restaurado. Las líneas eléctricas que discurrían a lo largo del corredor del proyecto también se enterraron bajo tierra, y la puerta Chitta en la entrada oriental al Wazir Khan Chowk fue rehabilitada.

## Galería de imágenes

Vistas exteriores
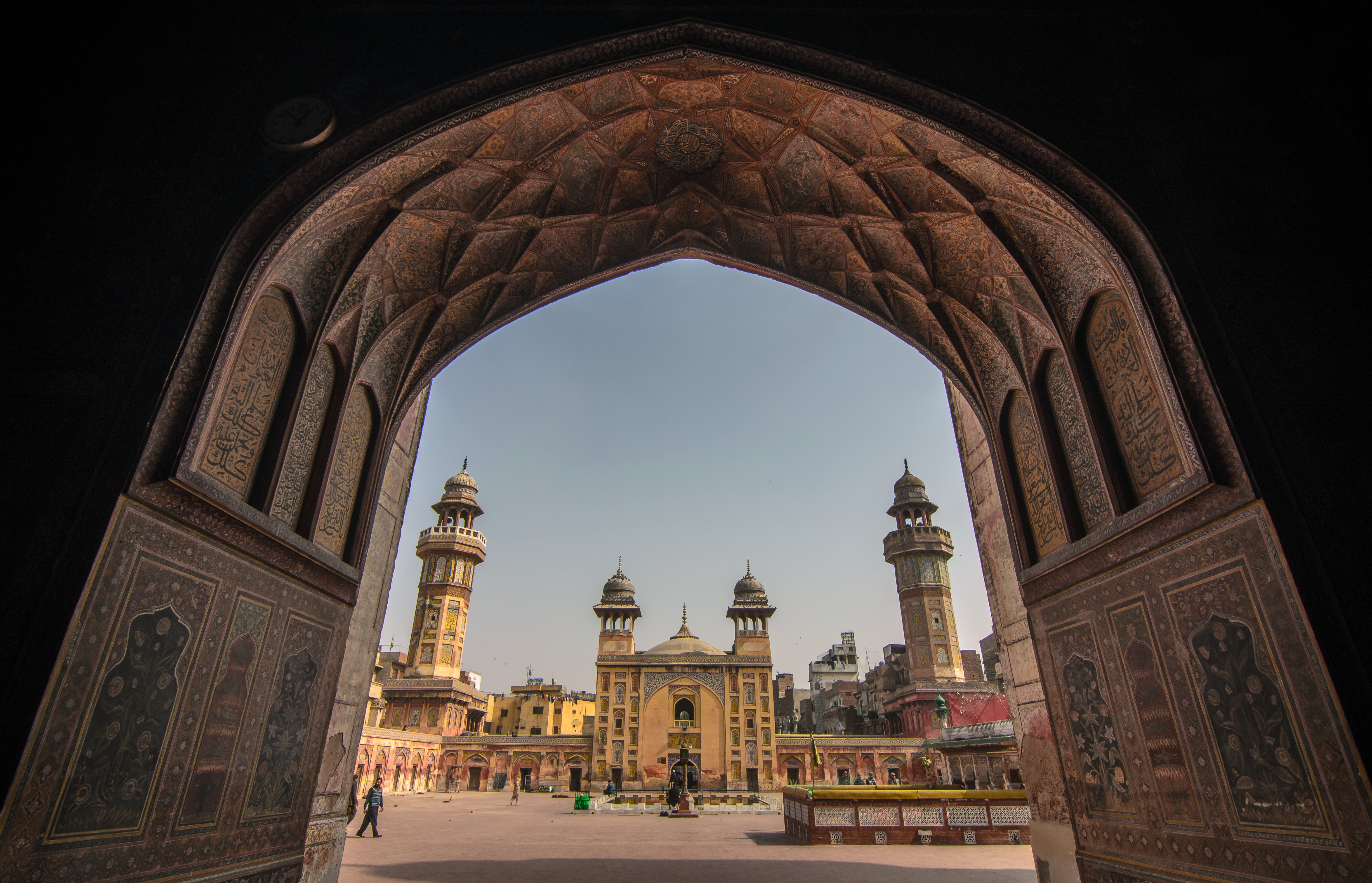
Una vista de la mezquita a través de un arco de acceso a la plaza Wazir Khan Chowk
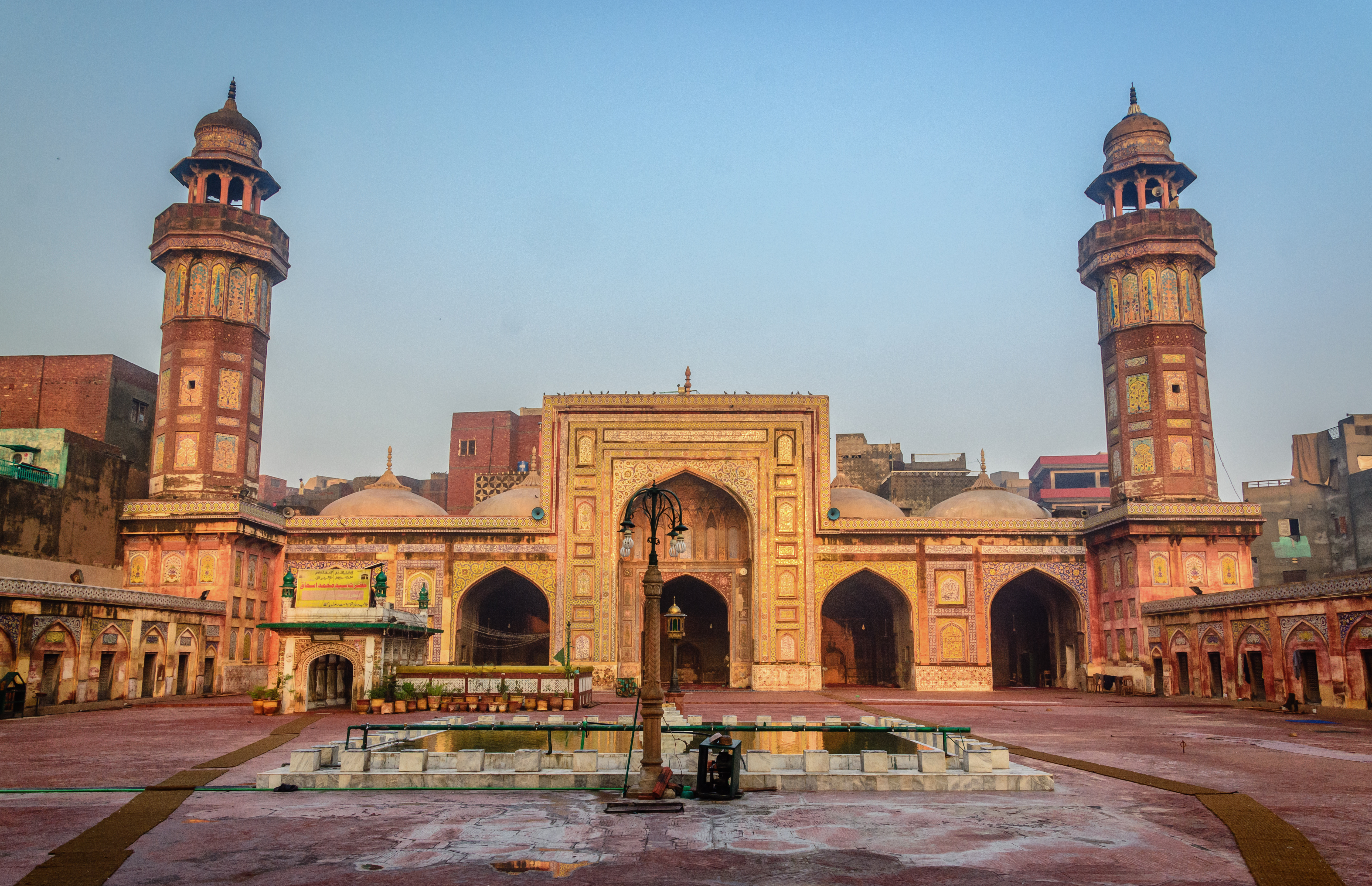
El patio de la mezquita, con el acceso a la cámara de oración principal
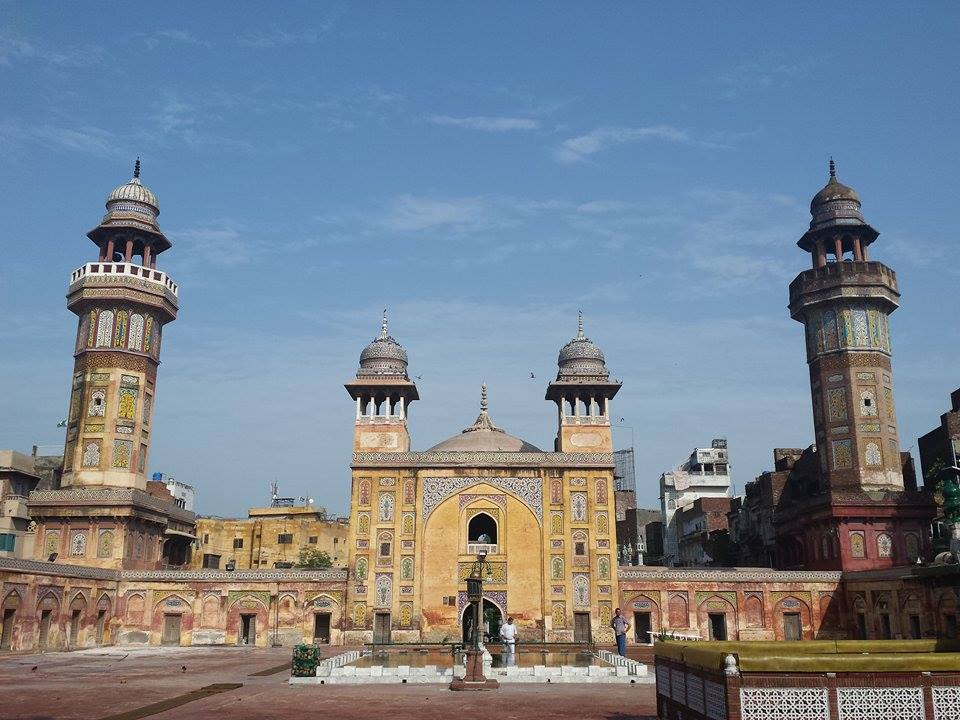
Fachada de la mezquita a la plaza
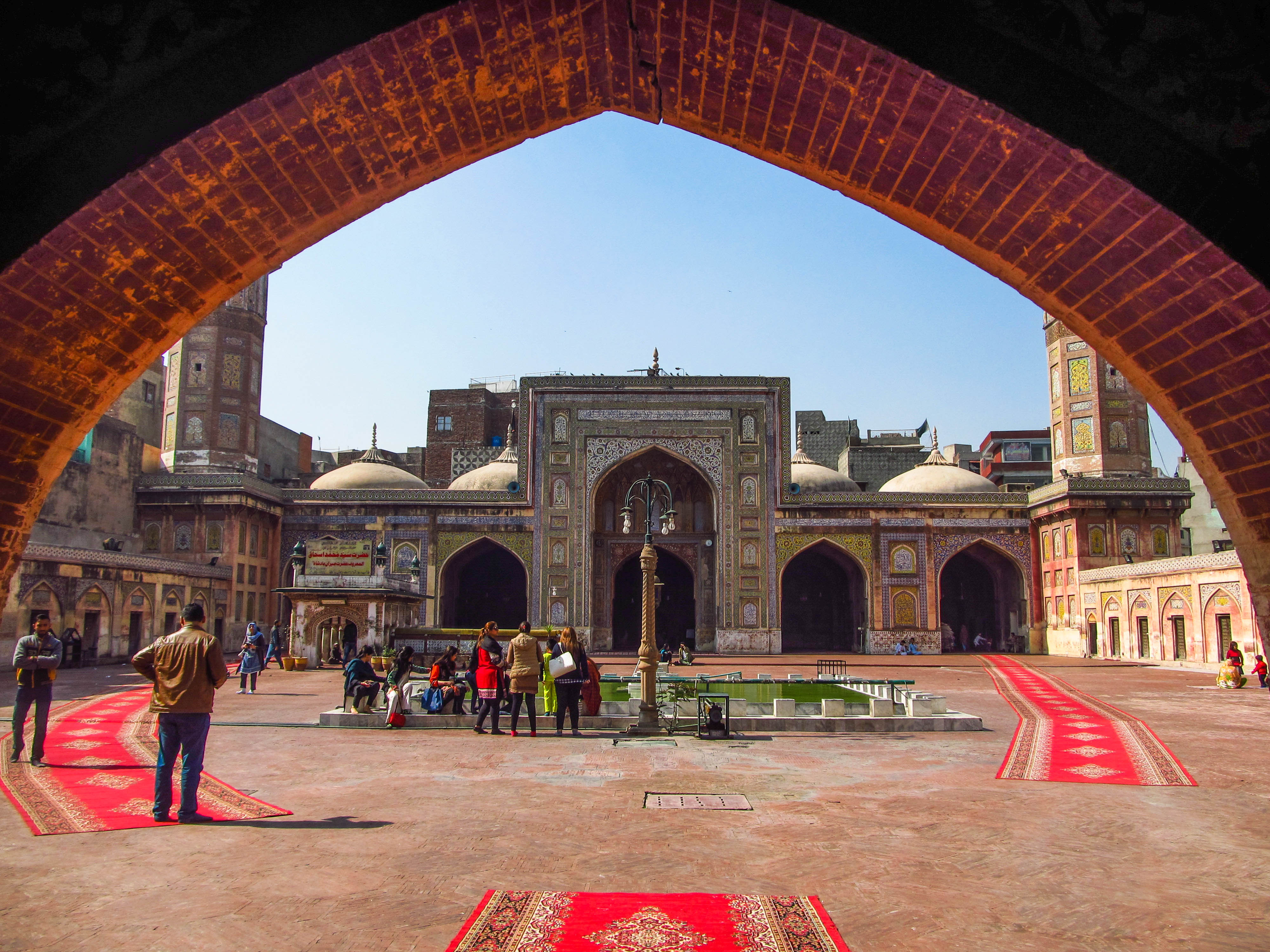
Vista desde la entrada
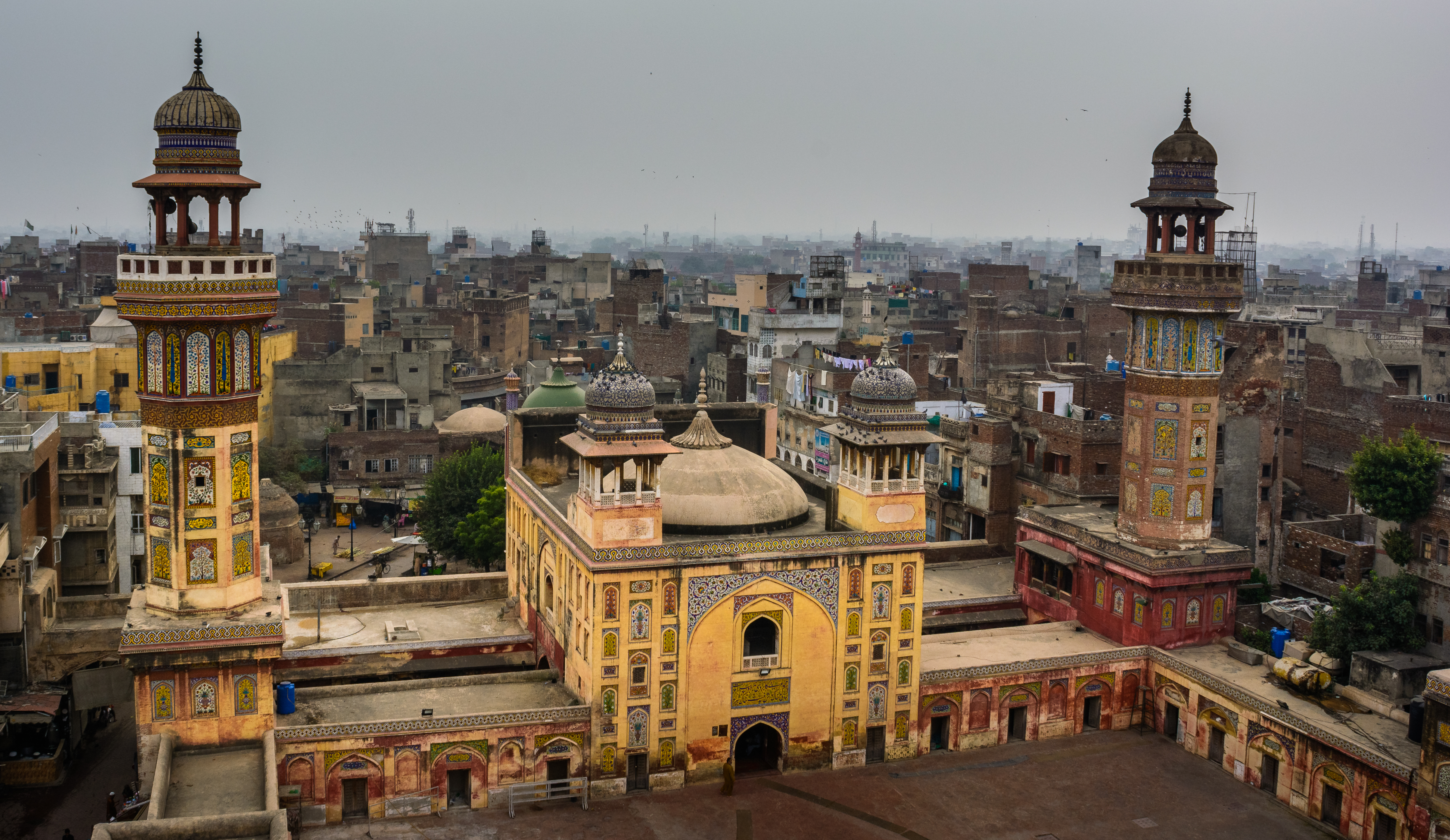
Vista elevada de la mezquita

Vistas interiores
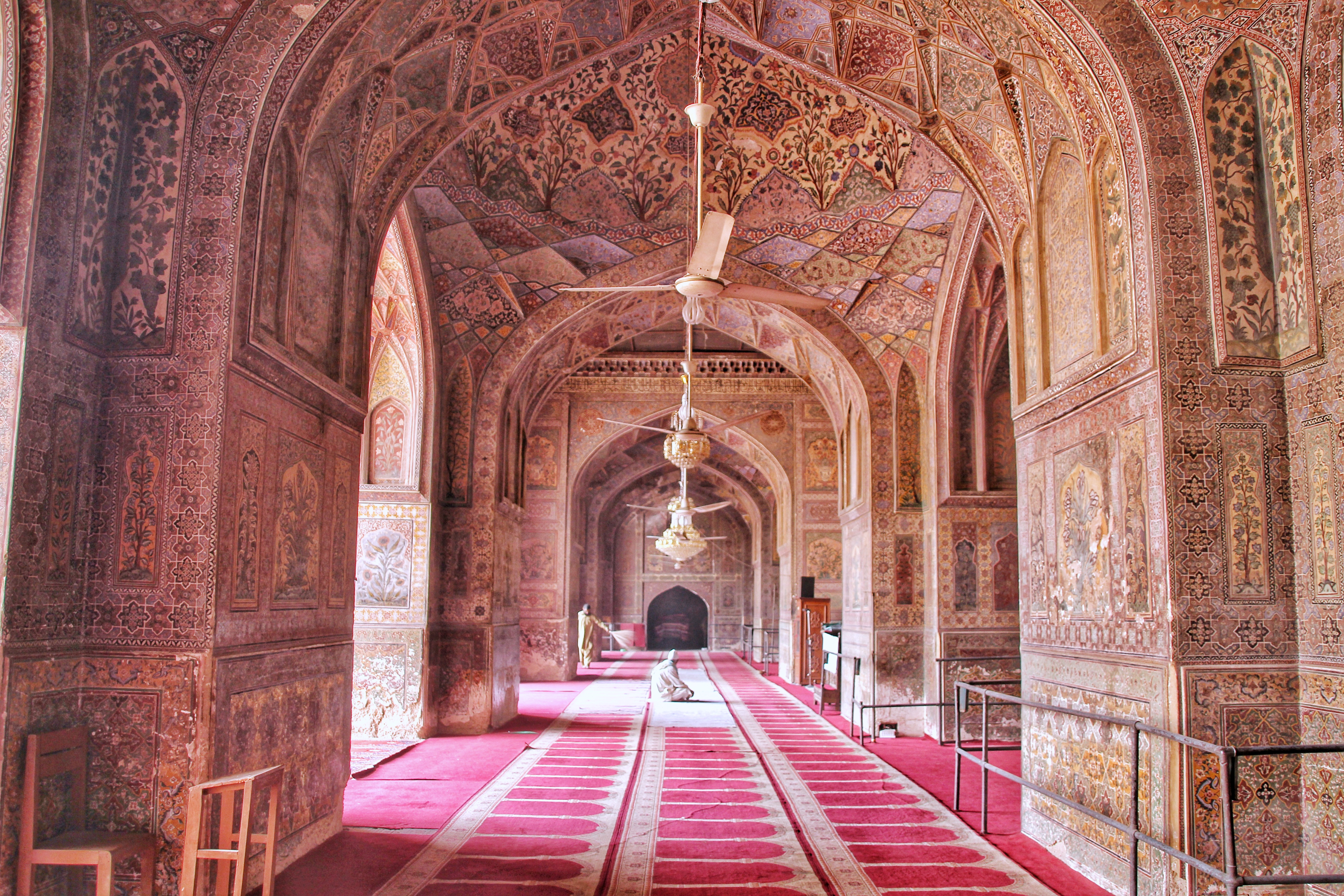
Adornos de superficie interior
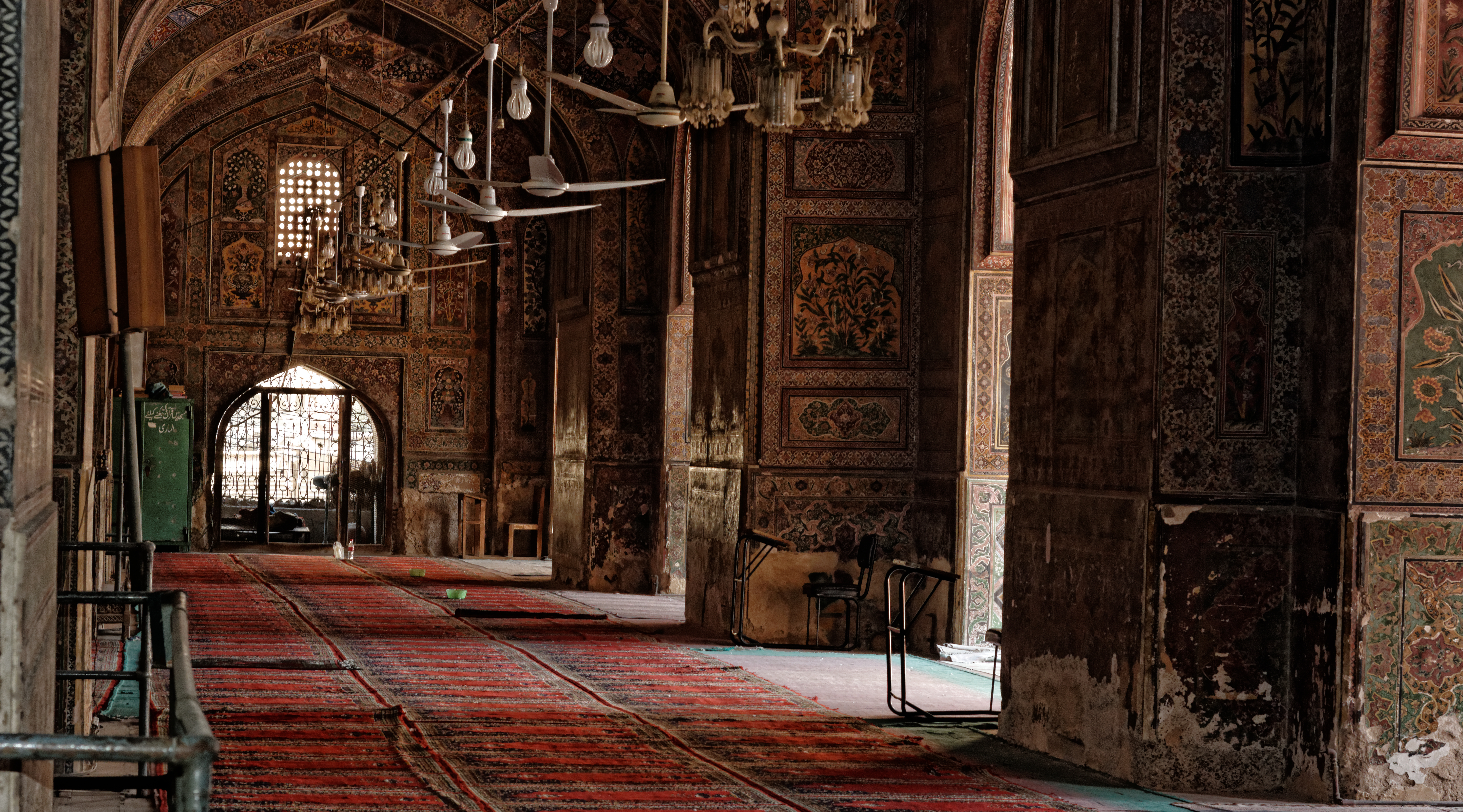

Detalles exteriores
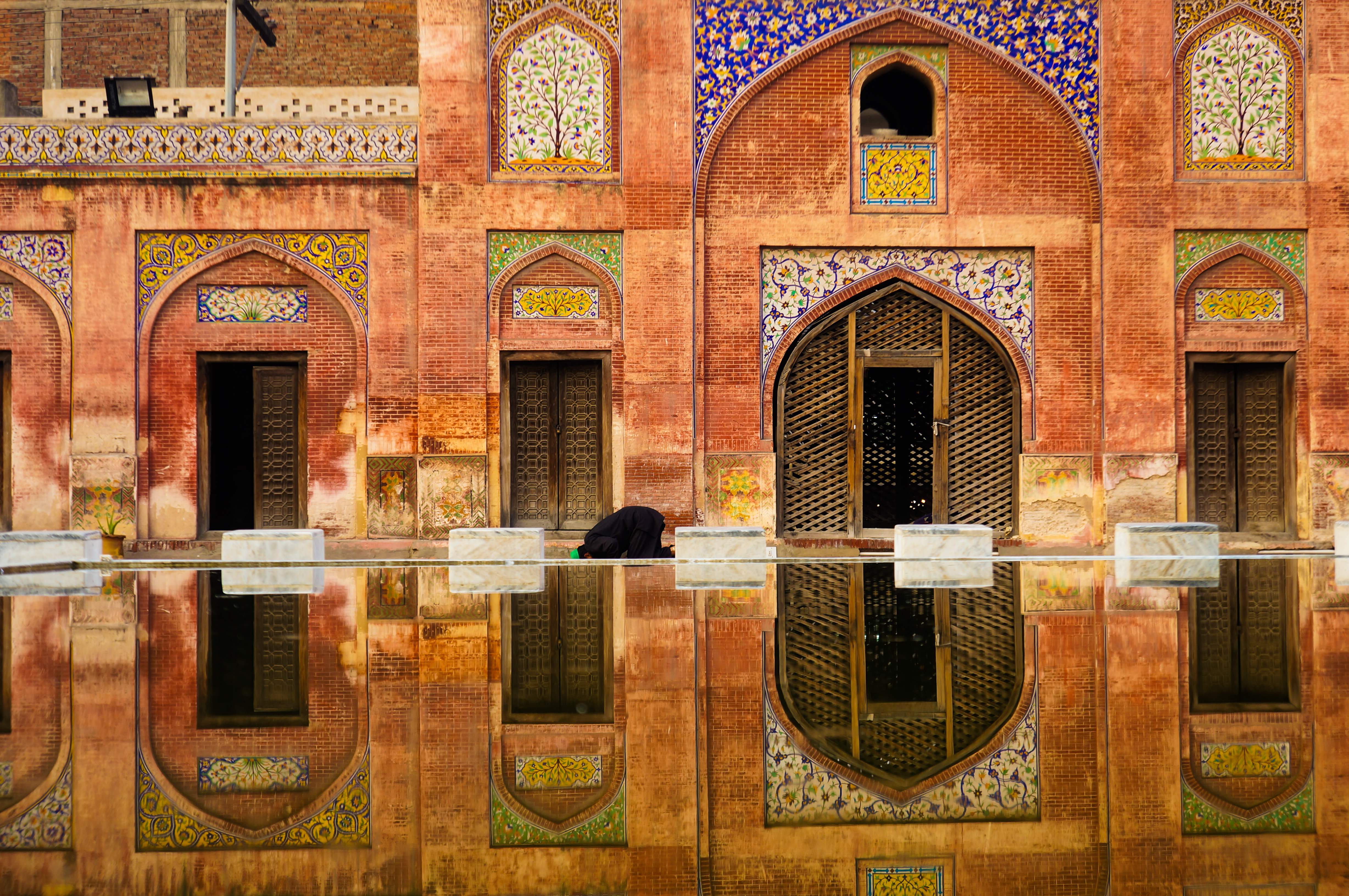
Detalle de la fachada de la sala de oración
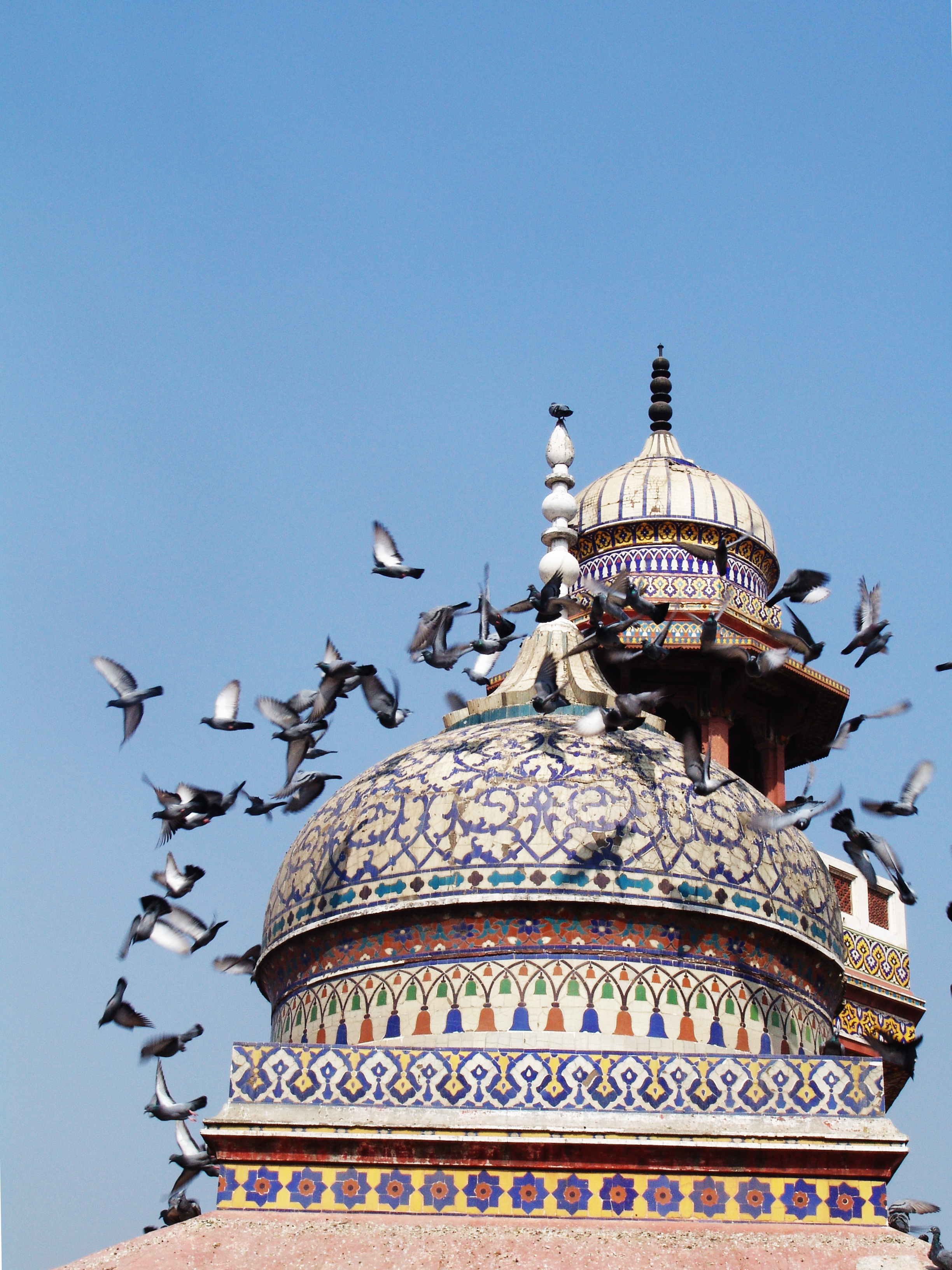
La cúpula de la mezquita está decorada con azulejos
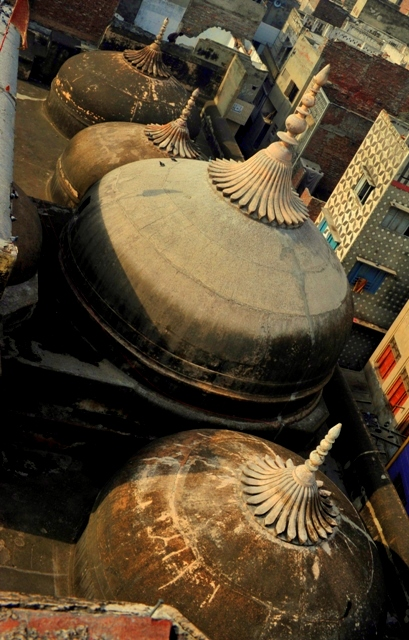
La mezquita presenta domos cortos estilo Lodi
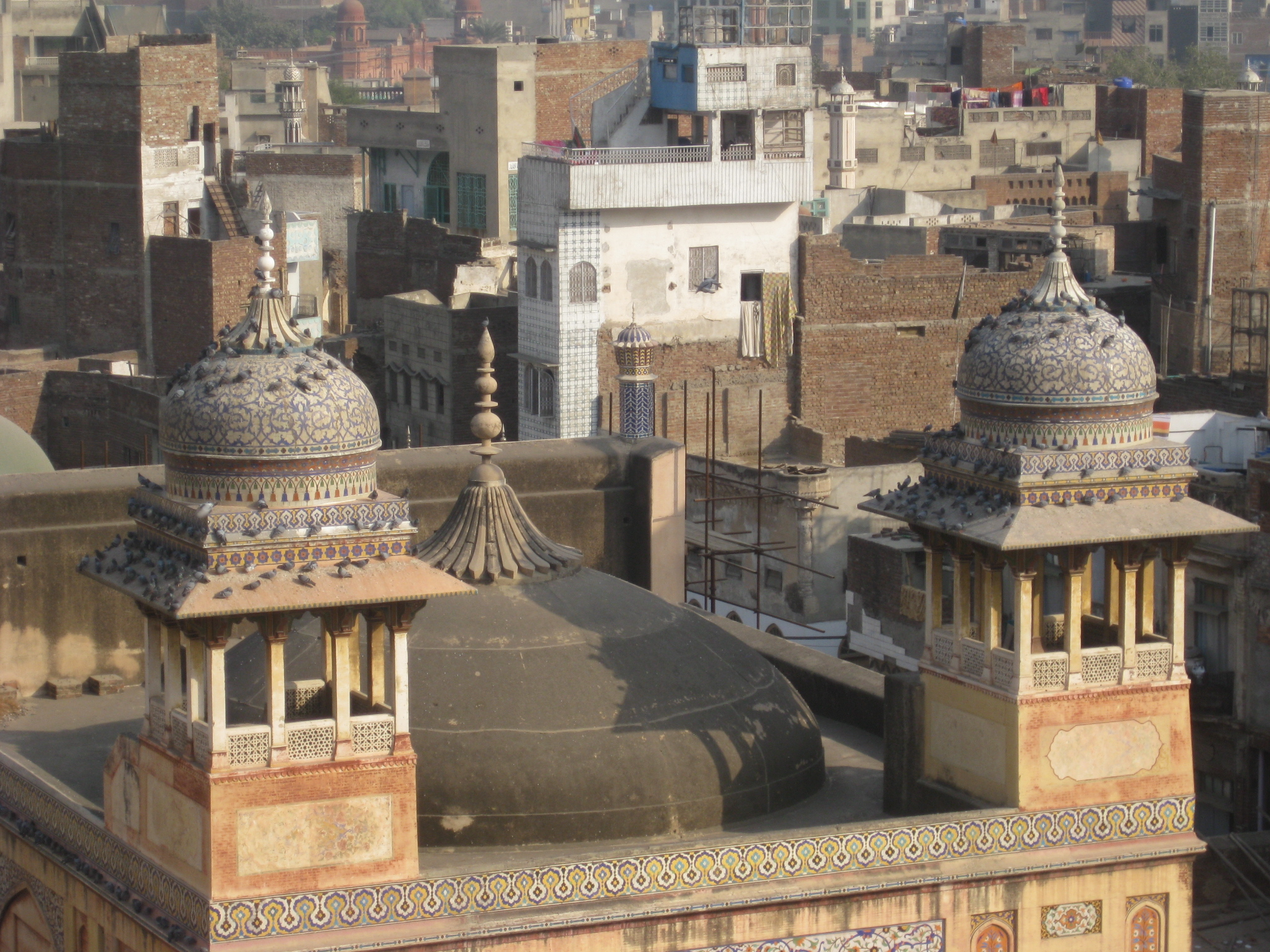
La entrada a la sala de oración principal tiene dos torres pequeñas
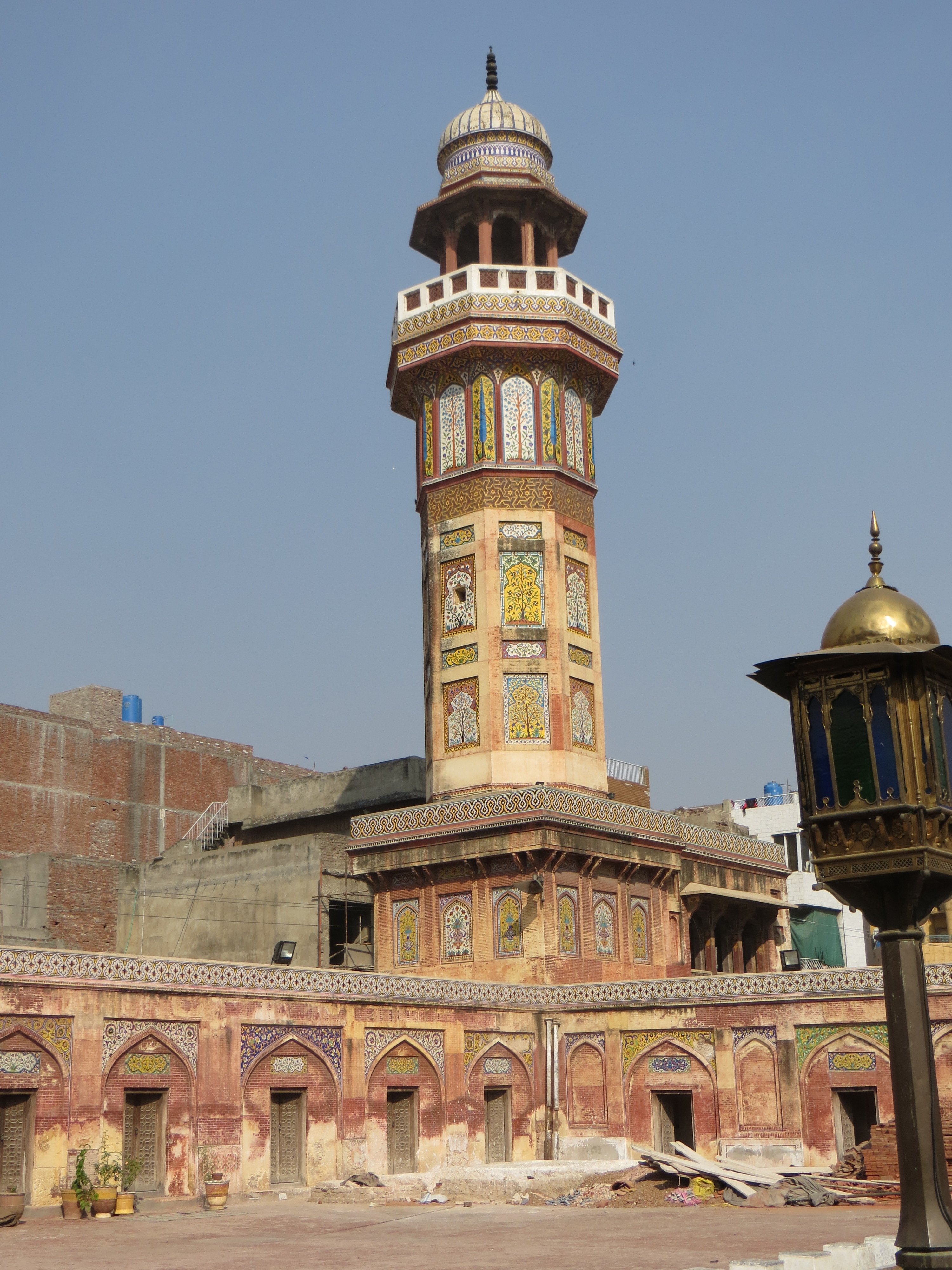
Detalle de minarete
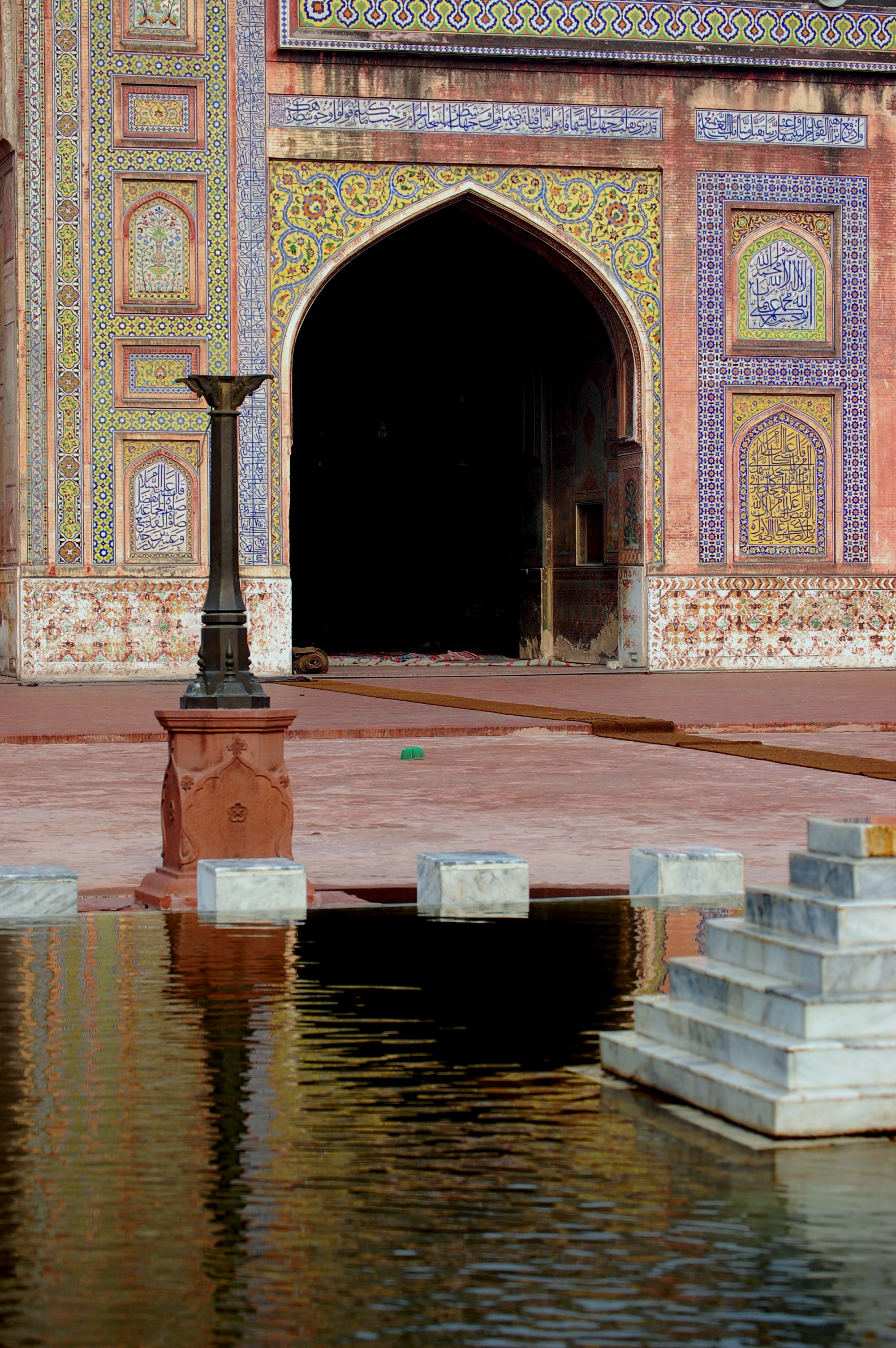
La piscina de abluciones del patio cuenta con una pequeña fuente

Detalles interiores
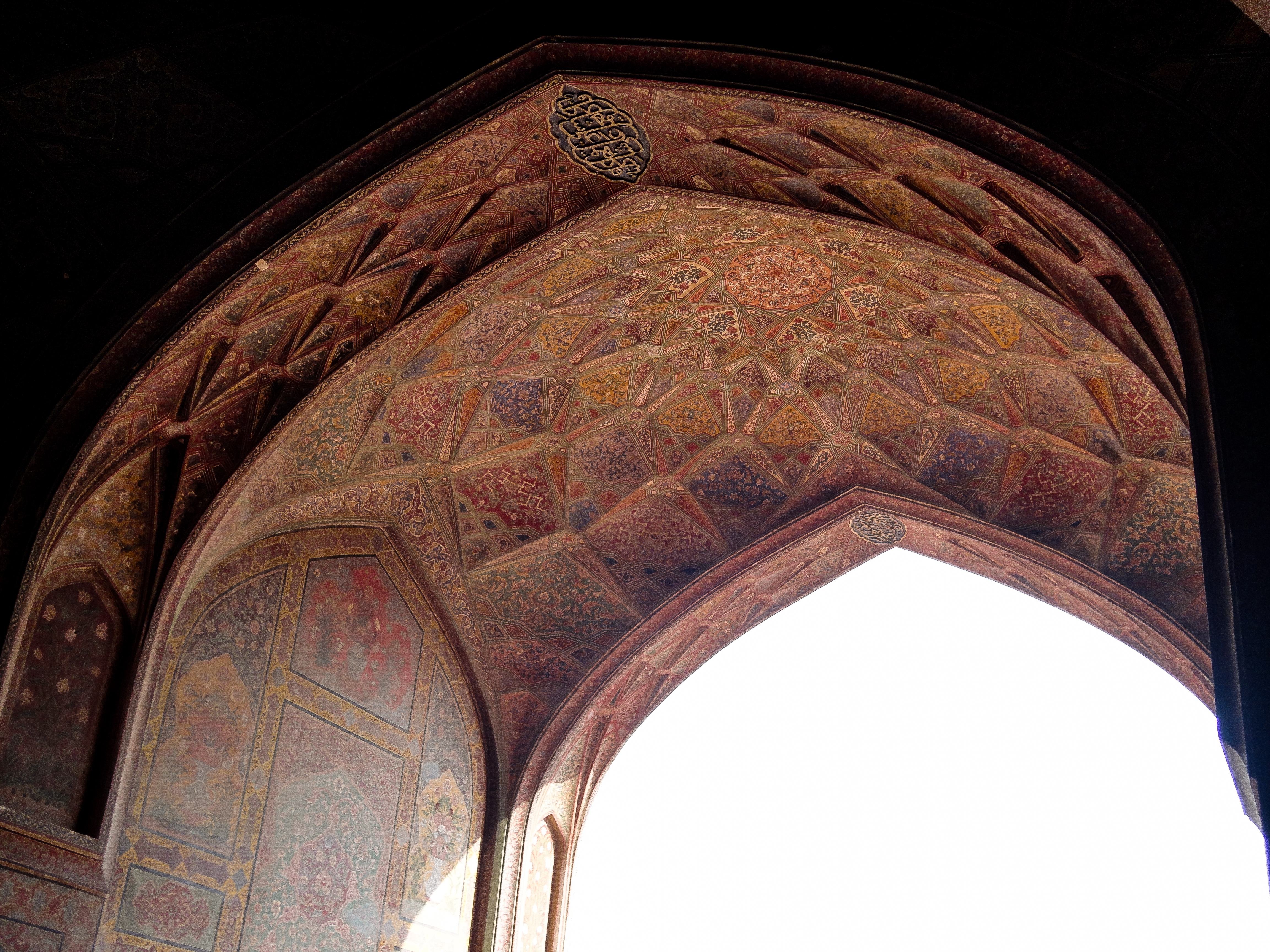
La mezquita presenta una de las primeras muqarna en el Asia meridional.
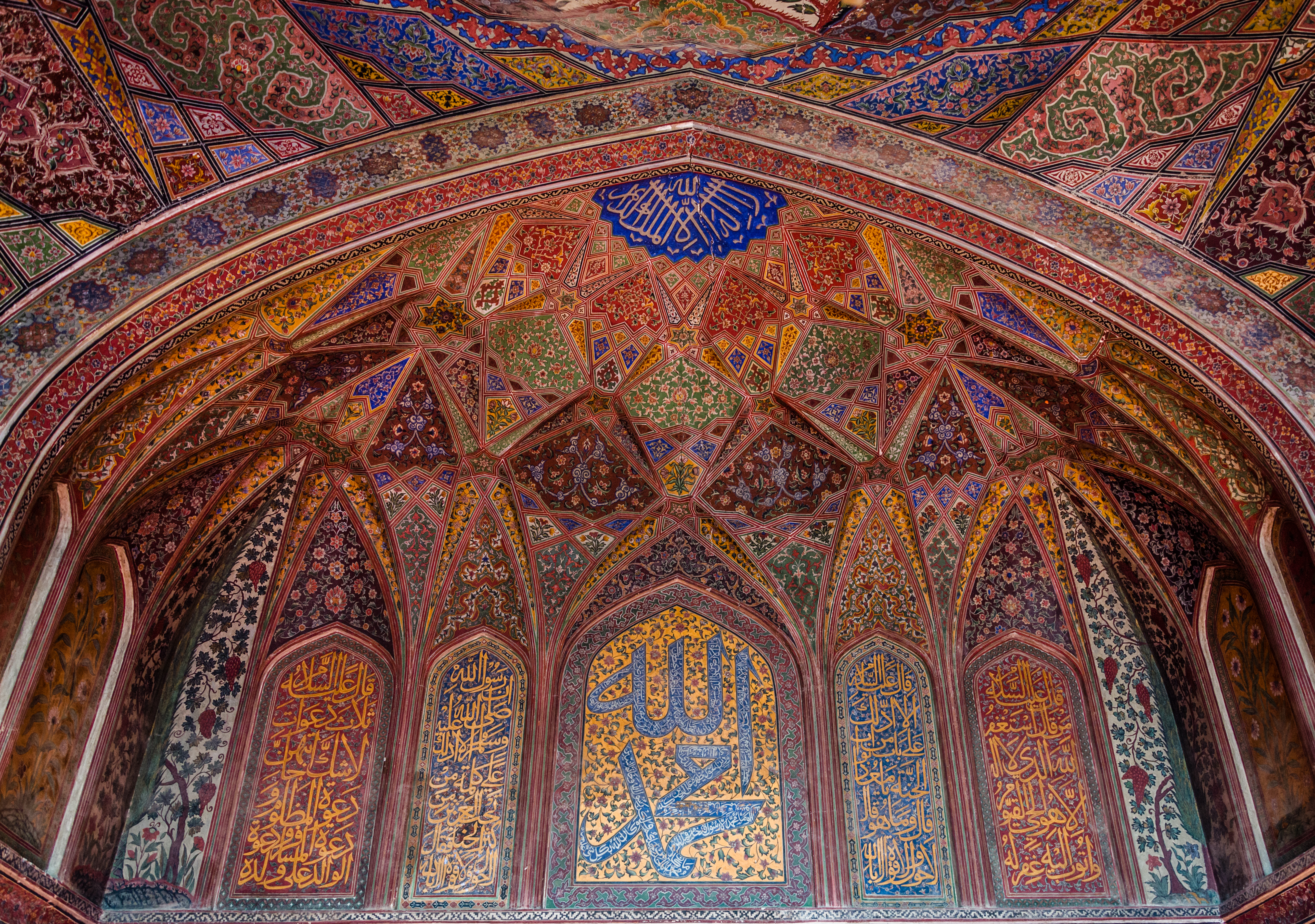
Muqarna ricamente decorado
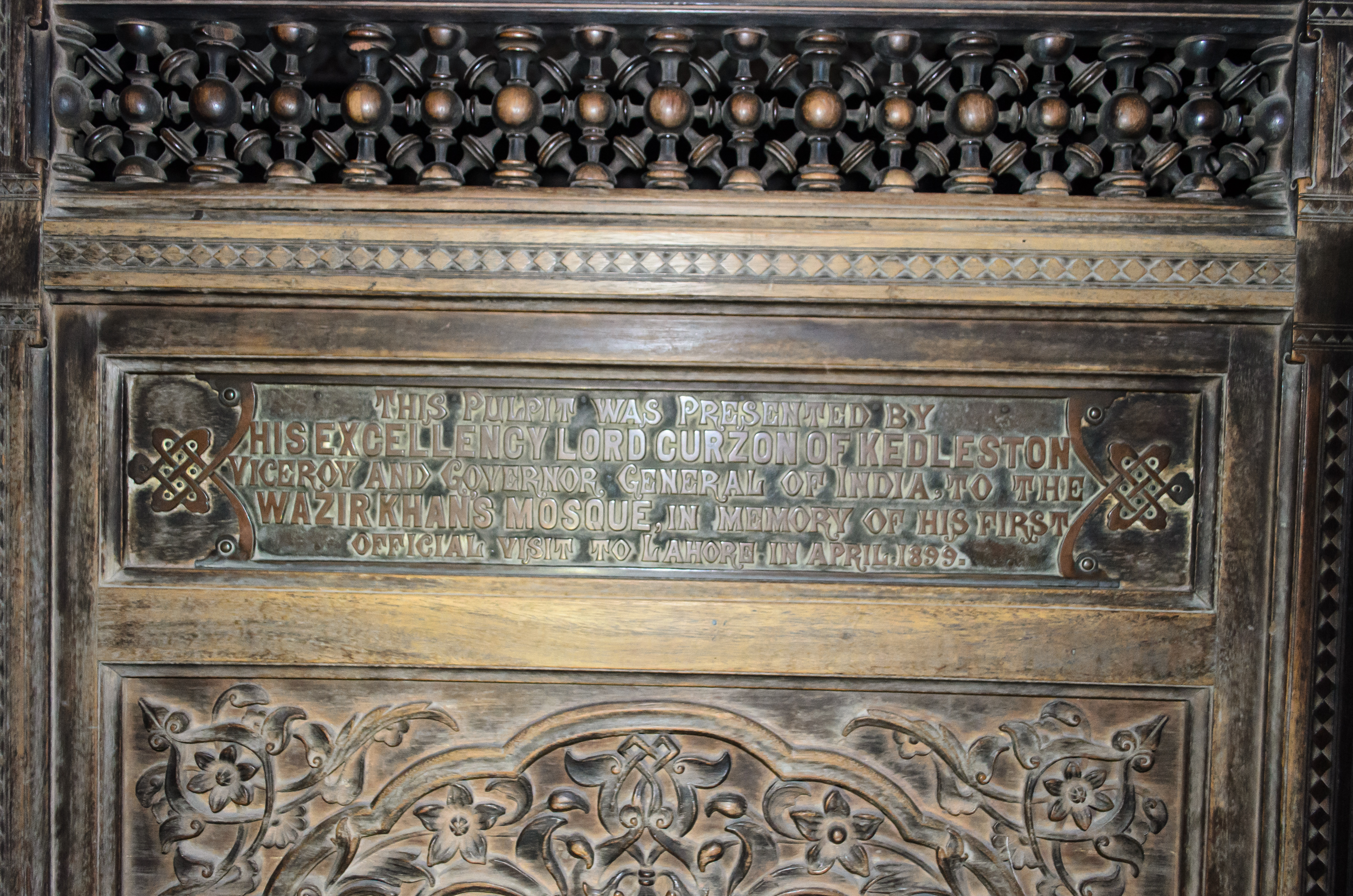
El púlpito de la mezquita data de la época colonial
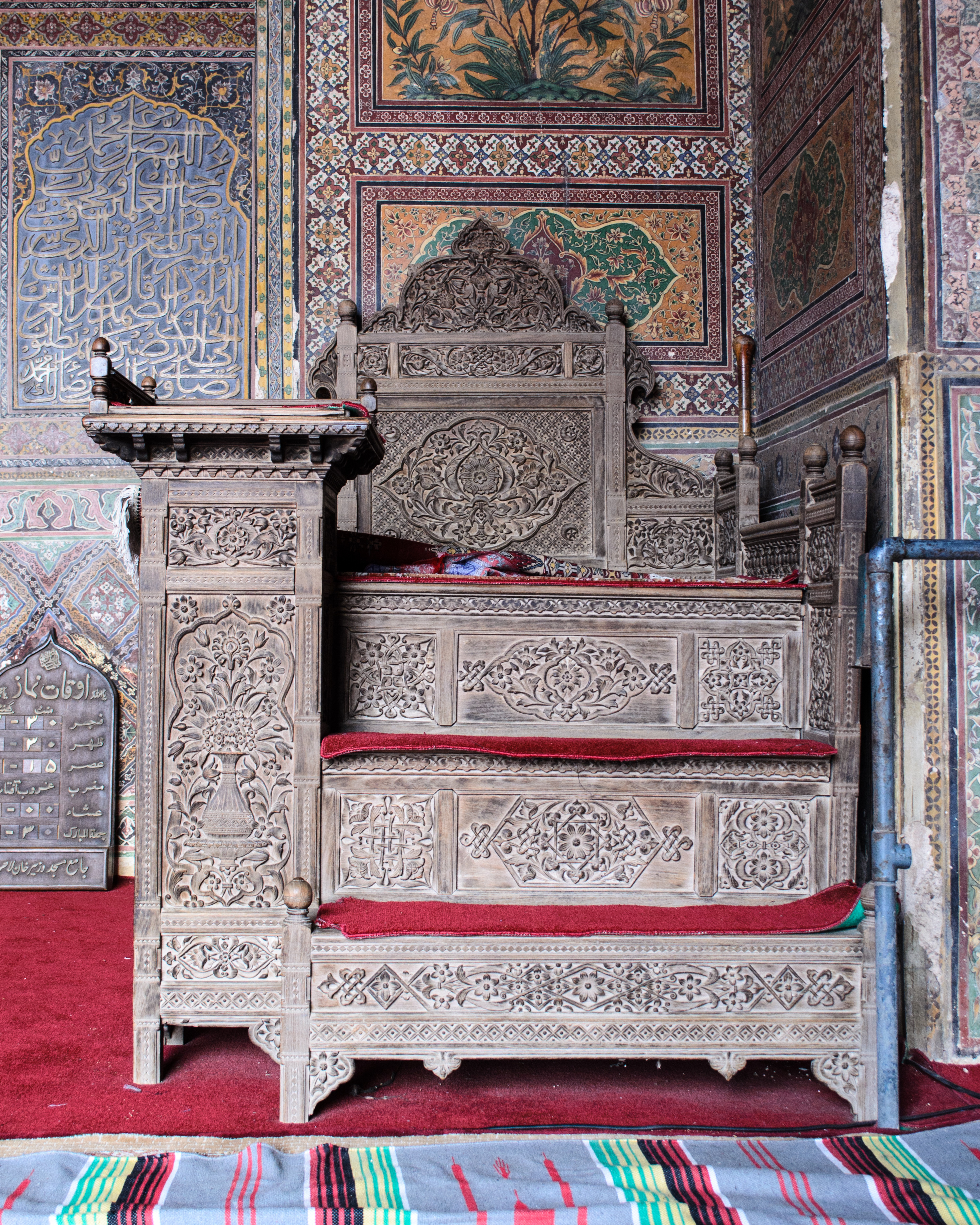
El púlpito de la mezquita

Caligrafías árabes en los azulejos esmaltados y frescos
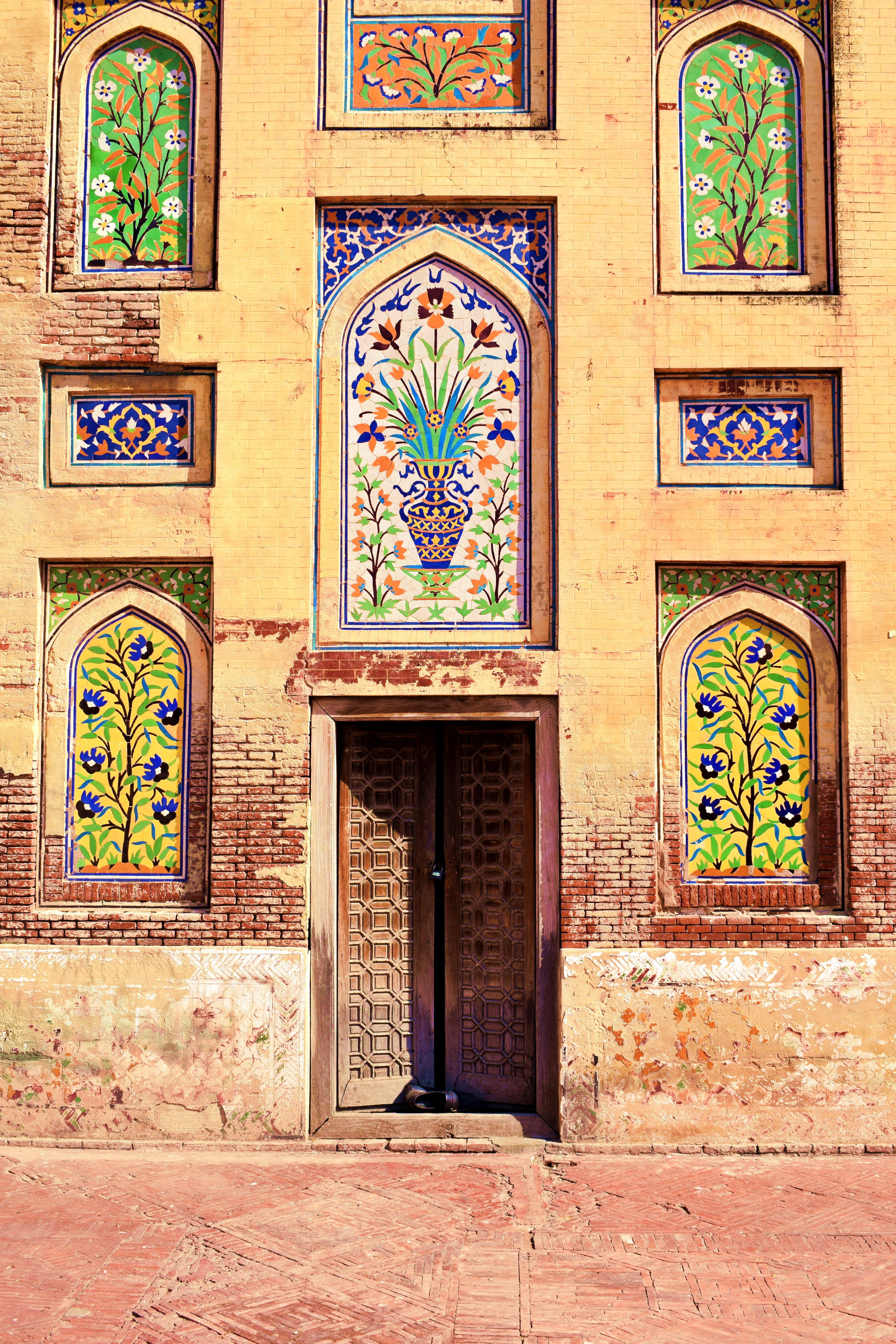
Paneles de azulejos en el exterior de la mezquita
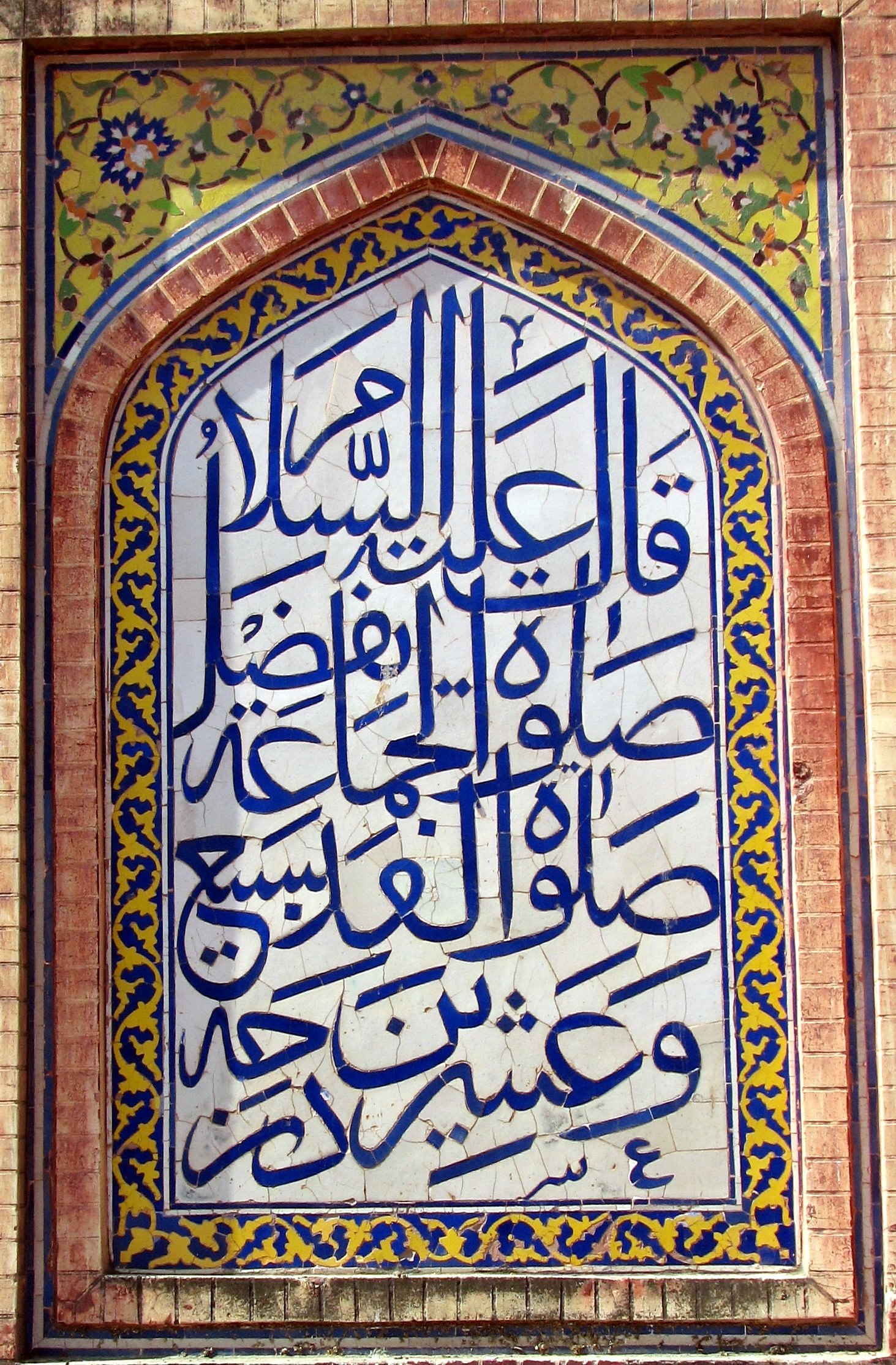
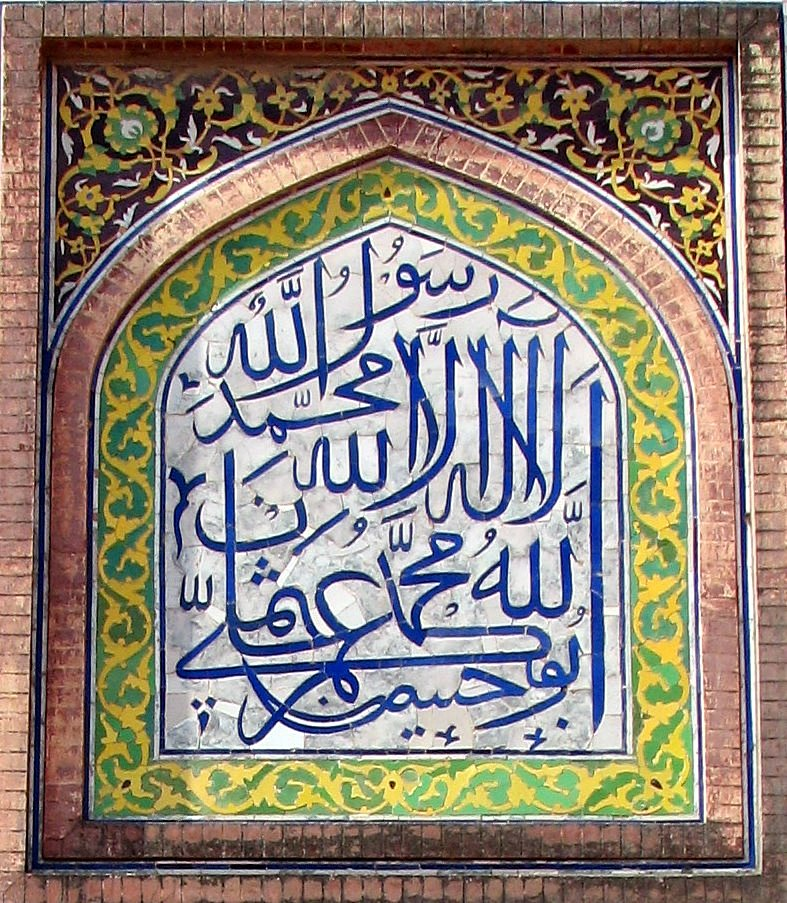
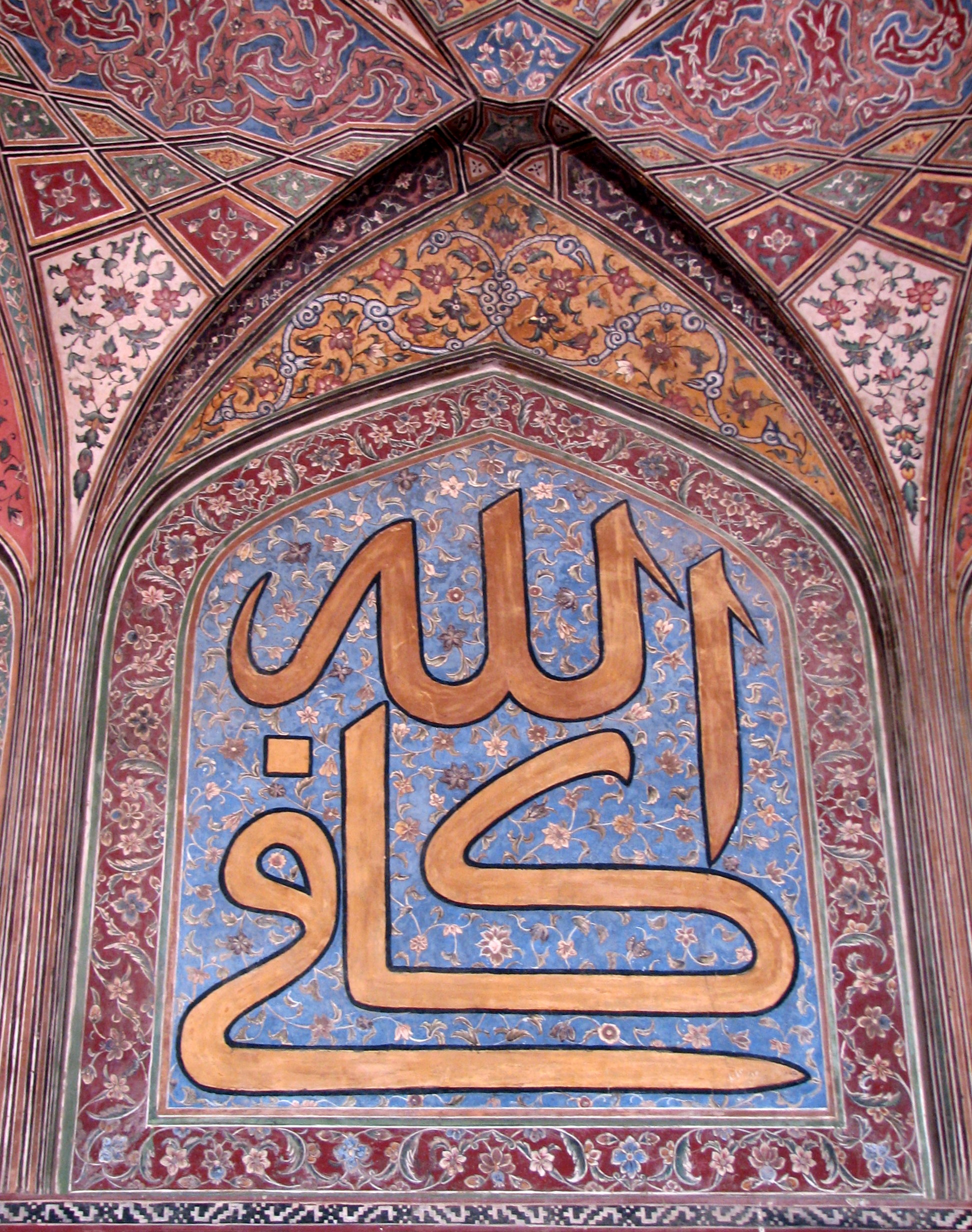
Caligrafía: "Dios es abundancia".
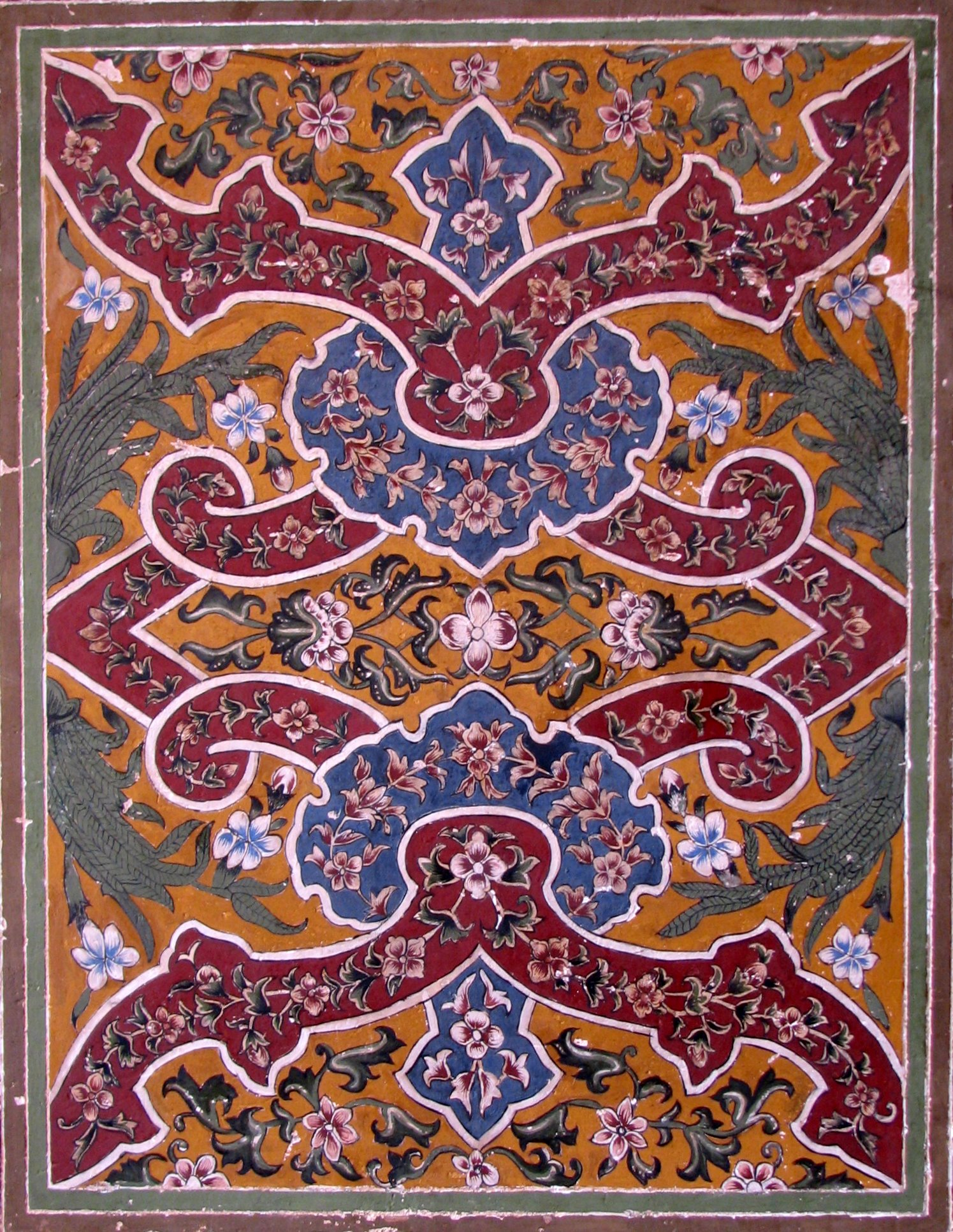
Fresco en la cámara de oración
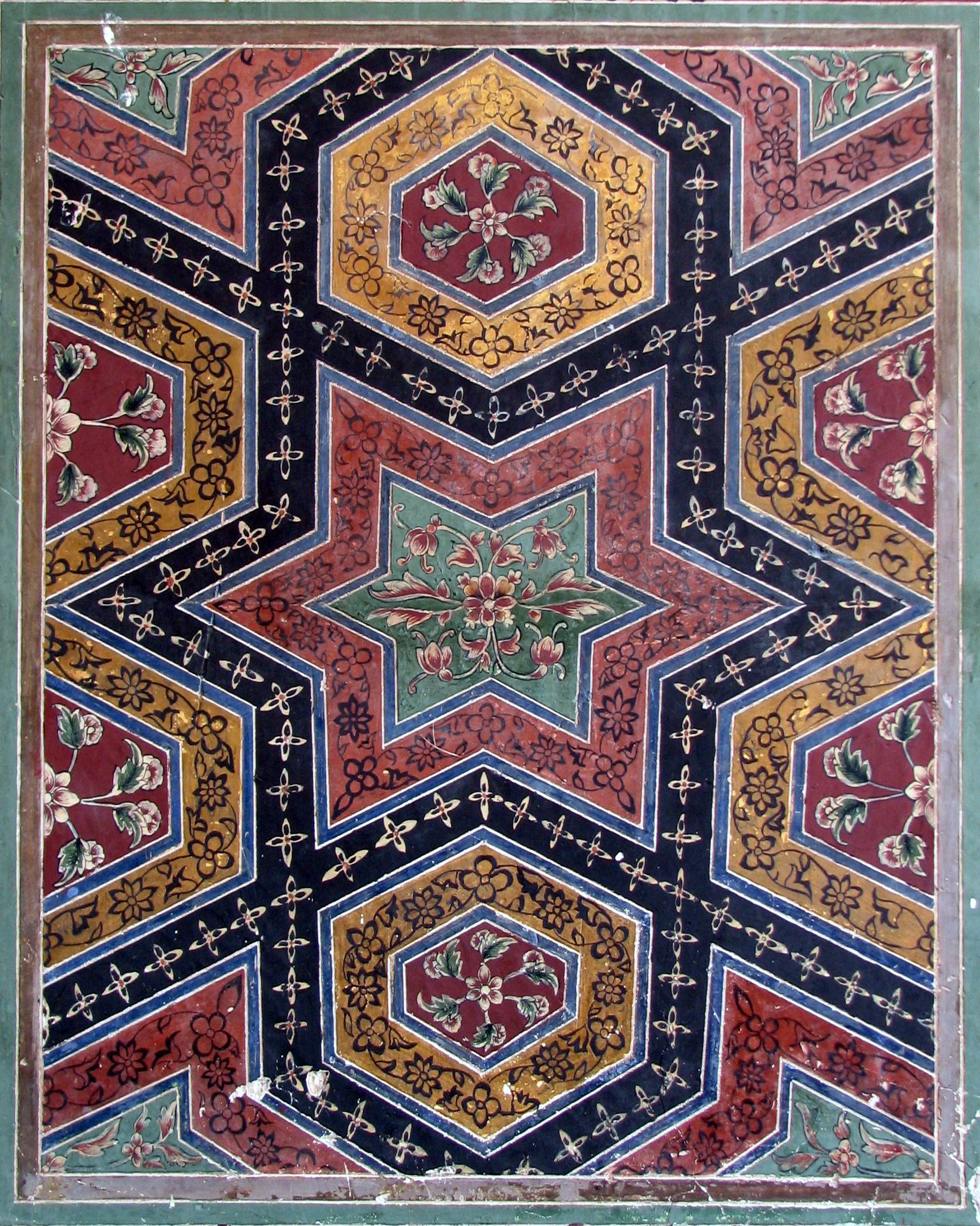
Otro fresco en la sala de oración
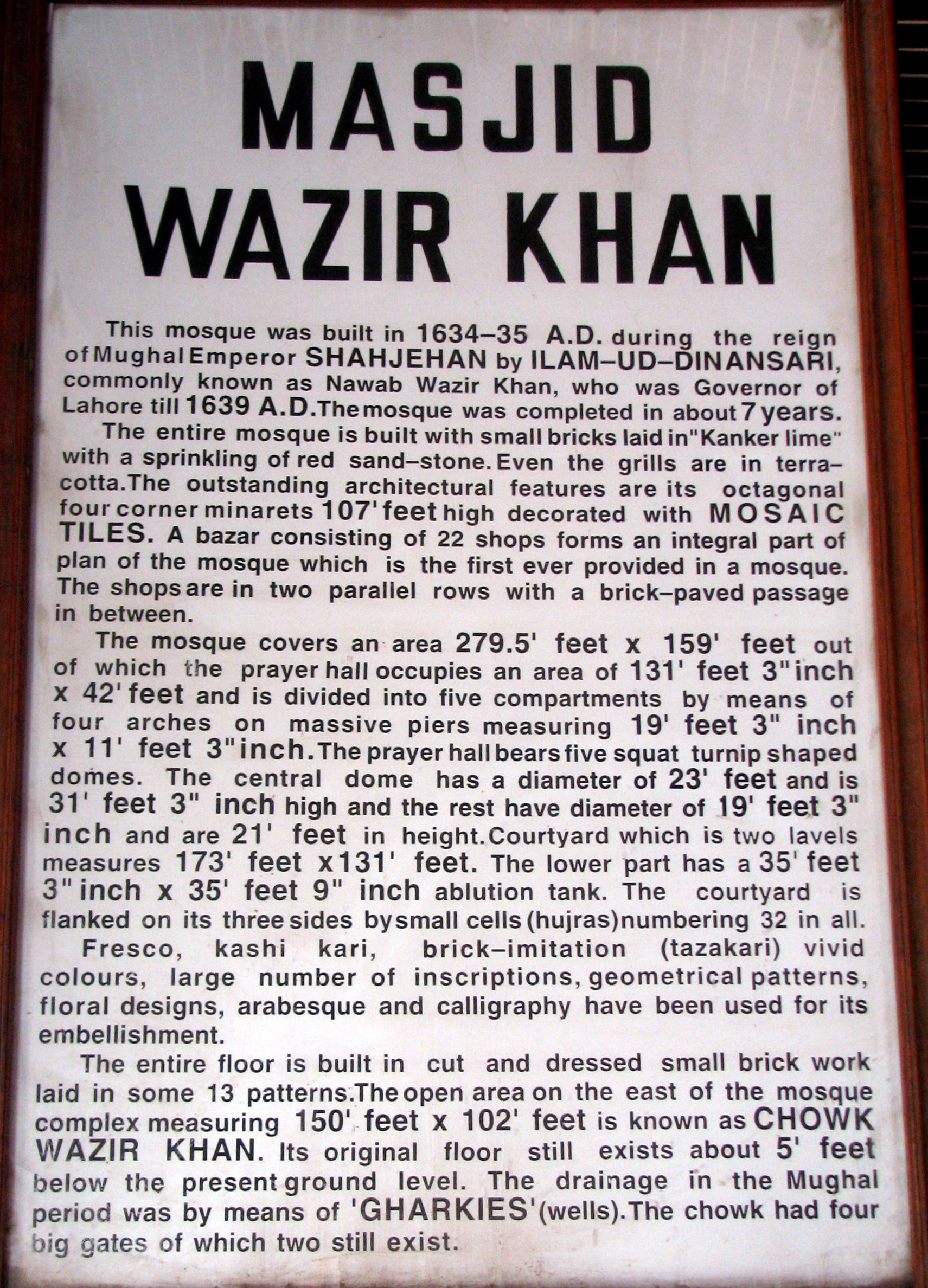
Placa en la mezquita de Wazir Khan

## Further reading
- Floral Decorations in Mughal Buildings